# Osztrigafélék
Az osztrigafélék (Ostreidae) a kagylók (Bivalvia) osztályának fonálkopoltyúsak (Ostreoida) rendjébe, ezen belül az Ostreina alrendjébe tartozó család. A tudományos név a latin ostreum, illetve a görög oszteon kifejezésből vezethető le, aminek a jelentése csont. Fajai mindenhol megtalálhatók kövekre, sziklára tapadva, ahol árapály jelenség figyelhető meg.
Osztrigák 250 millió éve léteznek a Földön, és az evolúció során sok faj és család fejlődött ki. Fontos ökológiai szerepet játszanak a tengerpartokhoz közeli vizekben, valamint sok tengeri élőlénynek szolgálnak zsákmányul, ami ellen különösen kemény és ellenálló héjukkal próbálnak védekezni.
Néhány osztrigafaj emberi fogyasztásra is alkalmas, például az éti osztriga (Ostrea edulis), amelyet alacsony zsír- és szénhidráttartalma miatt szívesen fogyasztanak; más fajok gyöngyöt növesztenek (gyöngyosztriga). Az osztrigák héja is felhasználható: őrölt formában egyes gyógyszerek készítésénél használják.
Többnyire ellenőrzött körülmények között tenyésztik (akvakultúra). A legnagyobb tenyésztői Kína, Japán és Észak-Korea, valamint Európában Franciaország, Írország és Hollandia. Míg Ázsiában az osztrigát kizárólag feldolgozott állapotban, addig Európában nyersen fogyasztják. A legfontosabb faj a csendes-óceáni osztriga.

## Rendszertani besorolása és legismertebb fajai
Az osztrigák a puhatestűek törzsébe (Mollusca), a héjasok altörzsébe (Conchifera), a kagylók (kétteknőjűek) osztályába (Bivalvia) tartoznak. A kagylók osztályán belül a fonálkopoltyúsak (Ostreoida) rendjébe soroljuk őket.

### A legfontosabb nemek*
| - Crassostrea - Cryptostrea - Dendostrea - Lopha | - Ostrea - Ostreola - Saccostrea - Teskeyostrea |

### A legfontosabb fajok*
| - Csendes-óceáni osztriga (Crassostrea gigas) - Amerikai osztriga (Crassostrea virginica) - Éti osztriga (Ostrea edulis) - Sydney kövi osztriga (Saccostrea glomerata) - Mangrove osztriga (Crassostrea rhizophorae) - Új-Zélandi osztriga (Ostrea lutaria) | - Chilei lapos osztriga (Ostrea chilensis) - Olimpia osztriga (Ostrea conchaphila) - Cortez osztriga (Crassostrea corteziensis) - Kövi csészeosztriga (Saccostrea cucullata) - Indiai osztriga (Crassostrea madrasensis) - Portugál osztriga (Crassostrea angulata) |

*világpiaci részesedése alapján

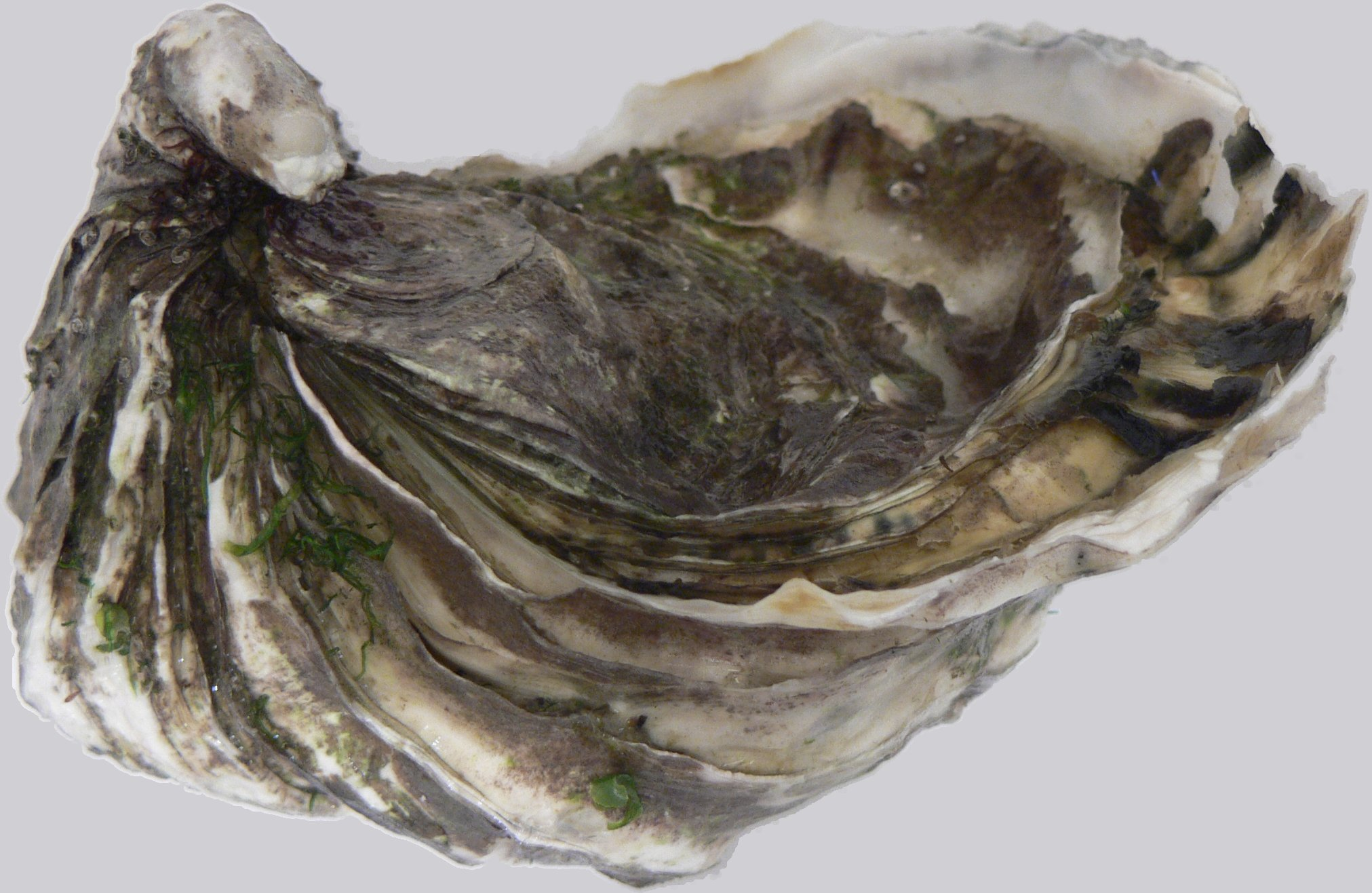
Csendes-óceáni osztriga
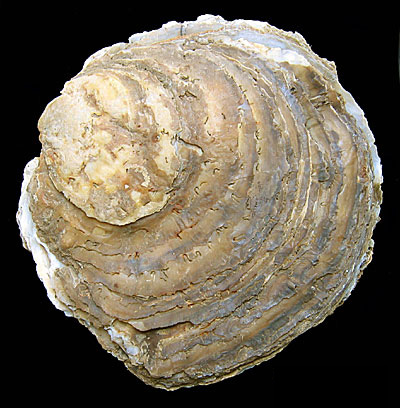
Európai lapos osztriga
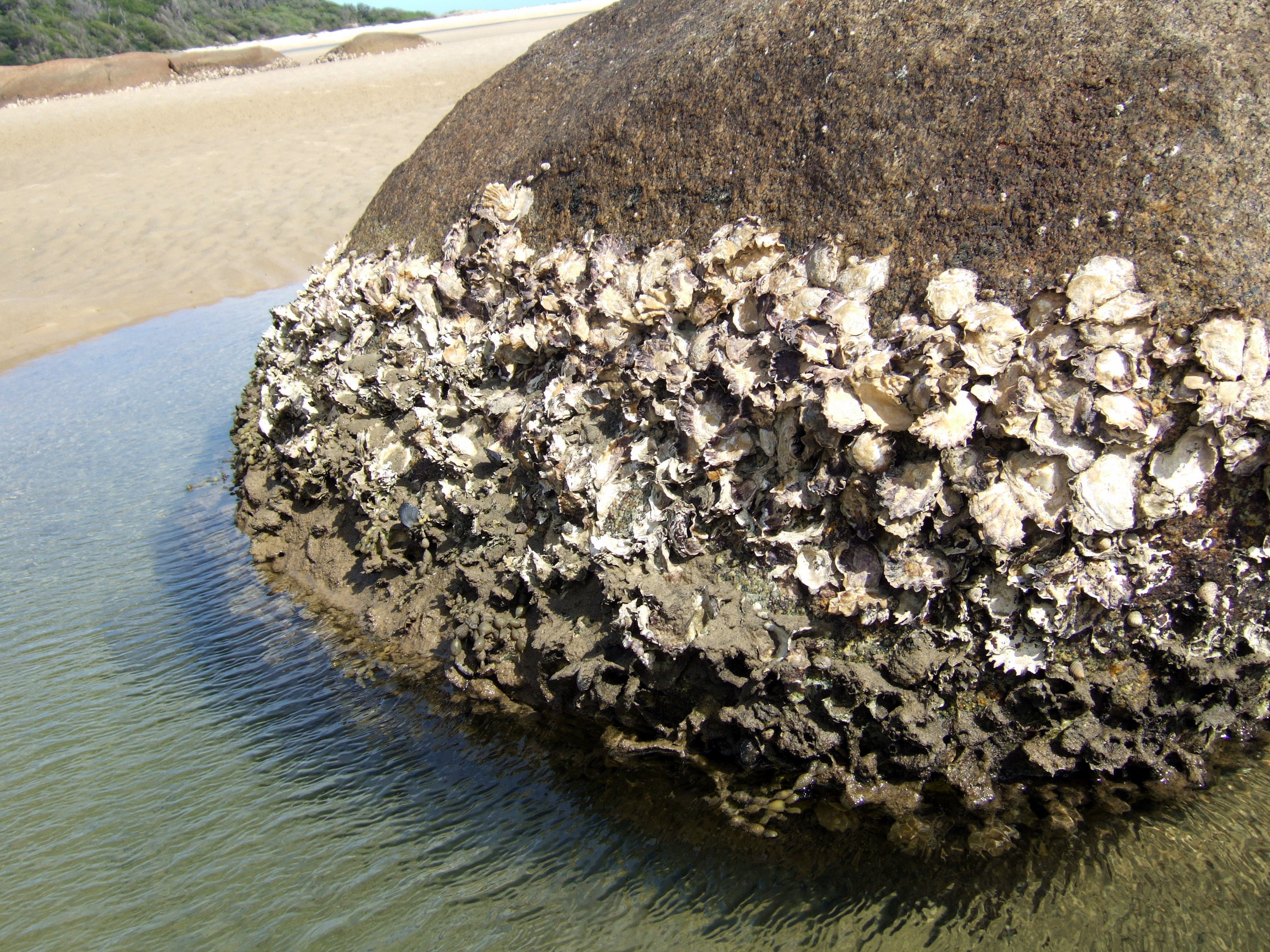
Sydney kövi osztriga
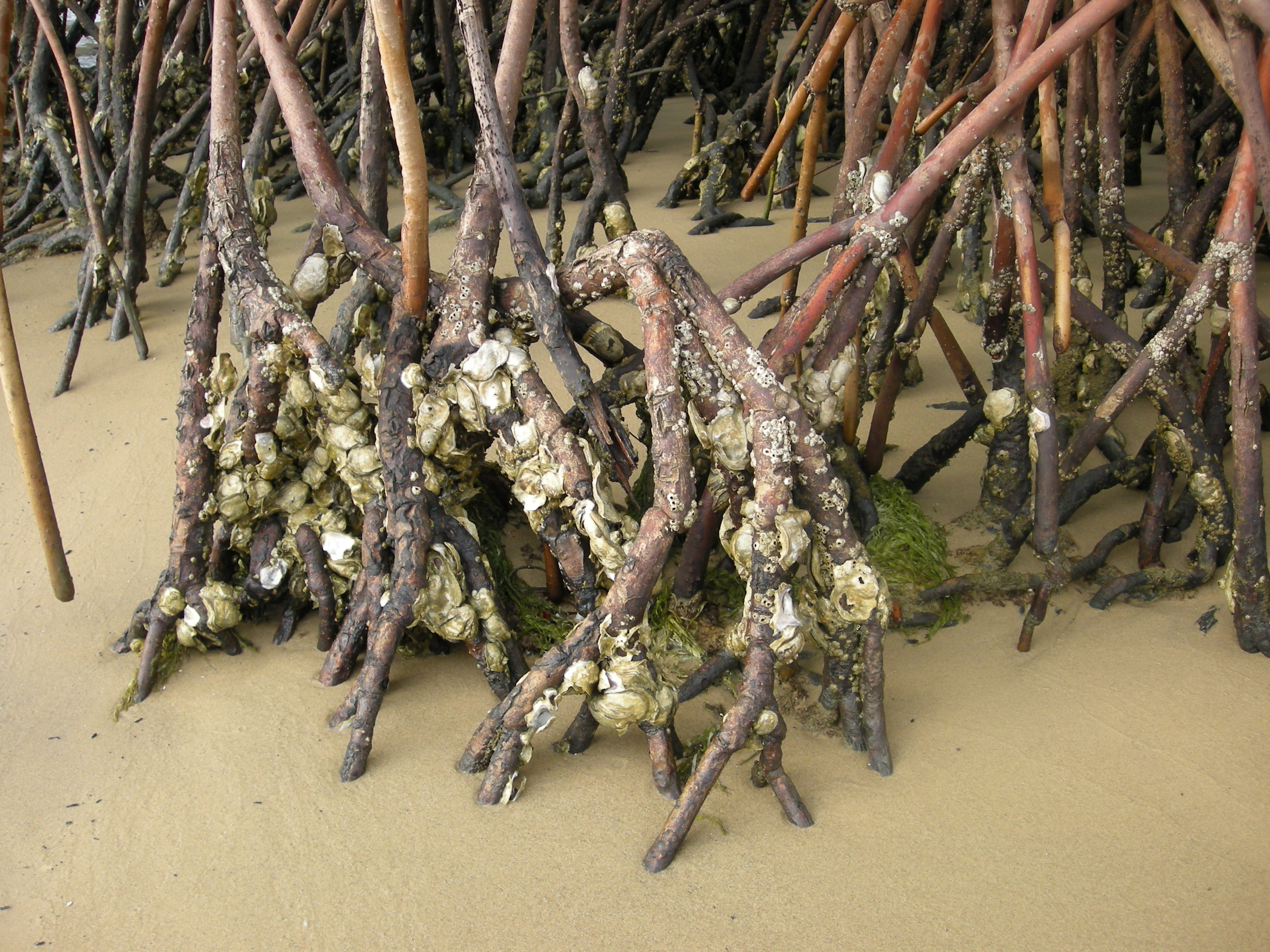
Mangrove osztriga

## Őslénytani jellemzői
Az osztrigák a triászban jelentek meg a Pecten-félékkel együtt. A nem őslénytanilag a héj anyaga és felépítése alapján a Prionodesmacea alosztályba (jól fejlett prizmás-oszlopos réteg és gyöngyházréteg), a zárszerkezete alapján pedig a Dysodonta (fognélküliek) rendjébe osztható, mivel a héj zárását és illeszkedését nem fogak, hanem kisebb-nagyobb kiemelkedések segítik elő. Az őslénytani anyagban a fog nélküli kagylók rendjének osztrigafélék (Ostracea) alrendjébe sorolhatók, amelynek jellemzője az egyenlőtlen oldal és teknő, a lemezes kopoltyú. Ez a kopoltyútípus a fonálkopoltyú speciális változata.
Az osztriga-féléket általában a dysodonták egy másik csoportjából, a sonkakagyló-félékből származtatják. Ezek közös ősei lehettek az osztrigáknak és a Lima-féléknek (Limacea), amelyek így az osztriga-félék legközelebbi rokonai. A miocénben a kárpát-medencei Ostrea-félék elérhették a fél méteres hosszt. Kihalt nemeik közül rendkívül fontos a Gryphaea, amelynek G. obliqua nevű faja a mecseki liász kőszenes összetételében helyenként szinte kőzetalkotó mennyiségű. Az oligocén korú kiscelli agyag formációban a G. brongniartri található. A Lopha már a triász végétől ismert, az Exogyra nem fajainak pedig csavart búbja volt.

## Az osztrigák felépítése

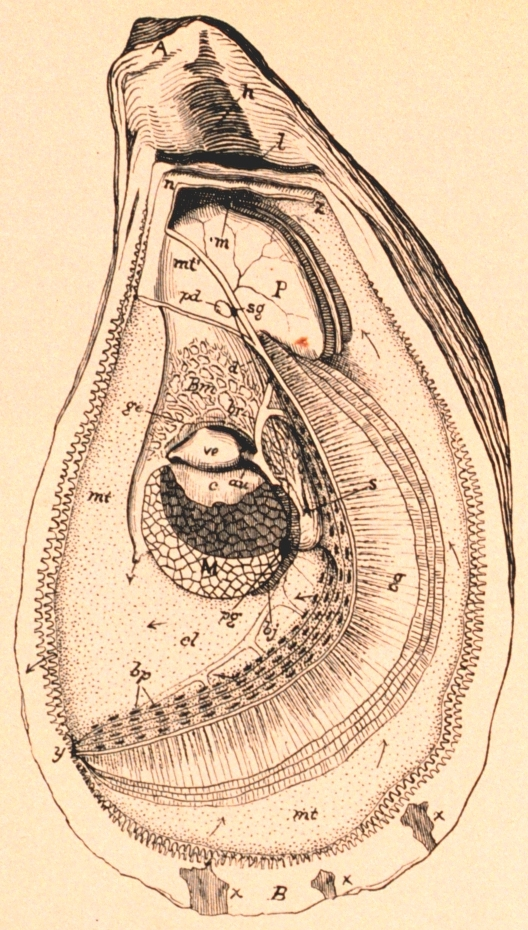
Az osztriga anatómiája

Az osztrigák alapvető anatómiájukat tekintve hasonlítanak a világ bármelyik más kagylójához, közelebbi tanulmányozása során viszont különleges tulajdonságok figyelhetők meg.

### A héj
Az osztriga, számos ellenségétől, egy különösen vastag, kemény és éles héjjal védi magát. A kagylók egy részére jellemző, hogy a két héjfél (vagy teknő) nem egyforma, ezek az egyenlőtlen teknőjűek. Ugyancsak sok kagylóra jellemző, hogy a teknőnek nincs szimmetriatengelye, ezek az egyenlőtlen oldalú kagylók. Az osztrigák egyenlőtlen teknőjűek és egyenlőtlen oldalúak is egyben.
Az osztrigáknál aránylag könnyen megkülönböztethető a jobb és a bal héj. A bal héj mindig domborúbb és erősebb, mivel itt ágyazódik be az osztriga húsa, és mindig alul van, vagyis természetes körülmények között a tengerben ezzel az oldalával tapad egy megfelelő tárgyhoz egész élete során. A jobb (felső) héj laposabb, egy fedőhöz hasonlít, ami sarokpánt és erős záróizom segítségével nyílik, illetve csukódik. Zárt állapotban az osztriga gyakorlatilag teljesen hermetikus, így lehetséges, hogy vízen kívül akár két hétig is tovább él, anélkül, hogy kiszáradna.
A kagylók héja túlnyomórészt kalcium-karbonátból, illetve azok különféle kristályaiból (pl. kalcit, aragonit) épül fel. Három különböző rétegből állnak: periostracum, ostracum és hypostracum. A környezet viszontagságainak kitett külső réteget (periostracum) egy kitinhez hasonló, szaruszerű anyag, a barnás-szürkés-zöldes-feketés színű conchin nevű fehérje építi fel. Legtöbbször ez határozza meg a héj színét és rajzolatát. A középső, prizmás-oszlopos „krétaszerű” réteg (ostracum) az osztrigáknál 0,001 milliméter vastagságú, építőanyaga kalcit, ennek hasáb alakú kristályaiból tevődik össze. A belső gyöngyházréteg (hypostracum) jól fejlett, sima, enyhén átlátszó és csillogó. Nagyrészt fehéres, többé kevésbé áttetsző, 0,0006 milliméter vékony és 0,01 milliméter átmérőjű rombikus kalcium-karbonát-kristály lemezekből (aragonit) és az ezeket összetartó fehérjékből áll. Ennek köszönhető, hogy ez a belső réteg egyidejűleg kemény és rugalmas, ami lehetővé teszi a kagylóhéj enyhe növekedését meleg esetén, illetve zsugorodását hidegben, így megakadályozva a héj repedését.

### Sarokpánt
Az osztriga két héját sarokpánt tartja össze. Ebben a sarokpántban egy szerves anyagú rugalmas, gumiszerű réteg (resilium) van, ami a héjak záródásánál összenyomódik. Amikor a záróizom ellazul, a resilium szétnyomja a kagylóhéjakat, ezért a kagylóknak nyitóizomra nincs szükségük, ellentétben a pörgekarúakkal. A sarokpánt fejlődéstörténetileg a lárvakori háti prototeknő maradványa. A fejlődő lárva a prototeknők közül a hasoldalit leveti, a hátoldali pedig összeköti a később kifejlődő jobb és bal oldali teknőket.

### A puhatest felépítése

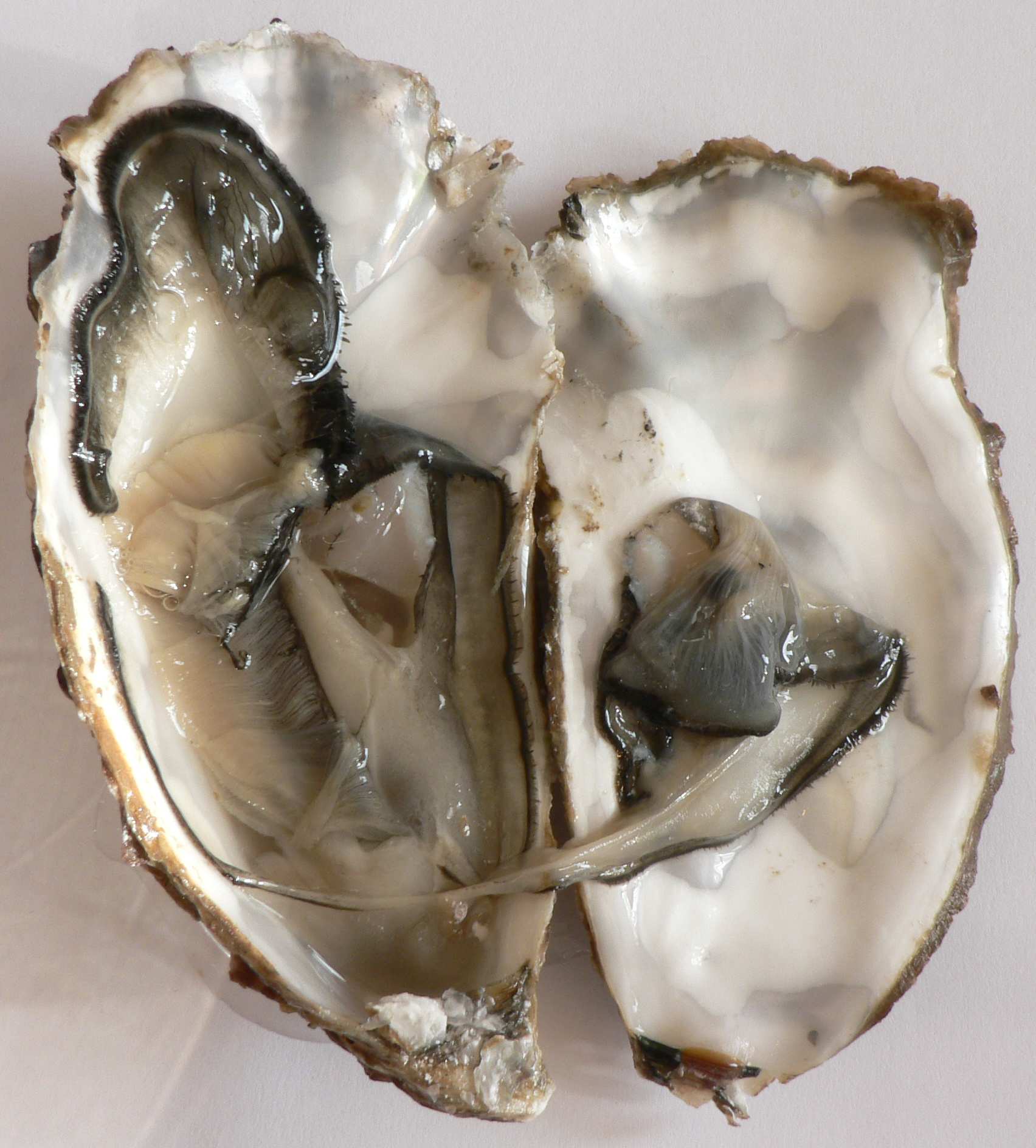
Osztriga belülről

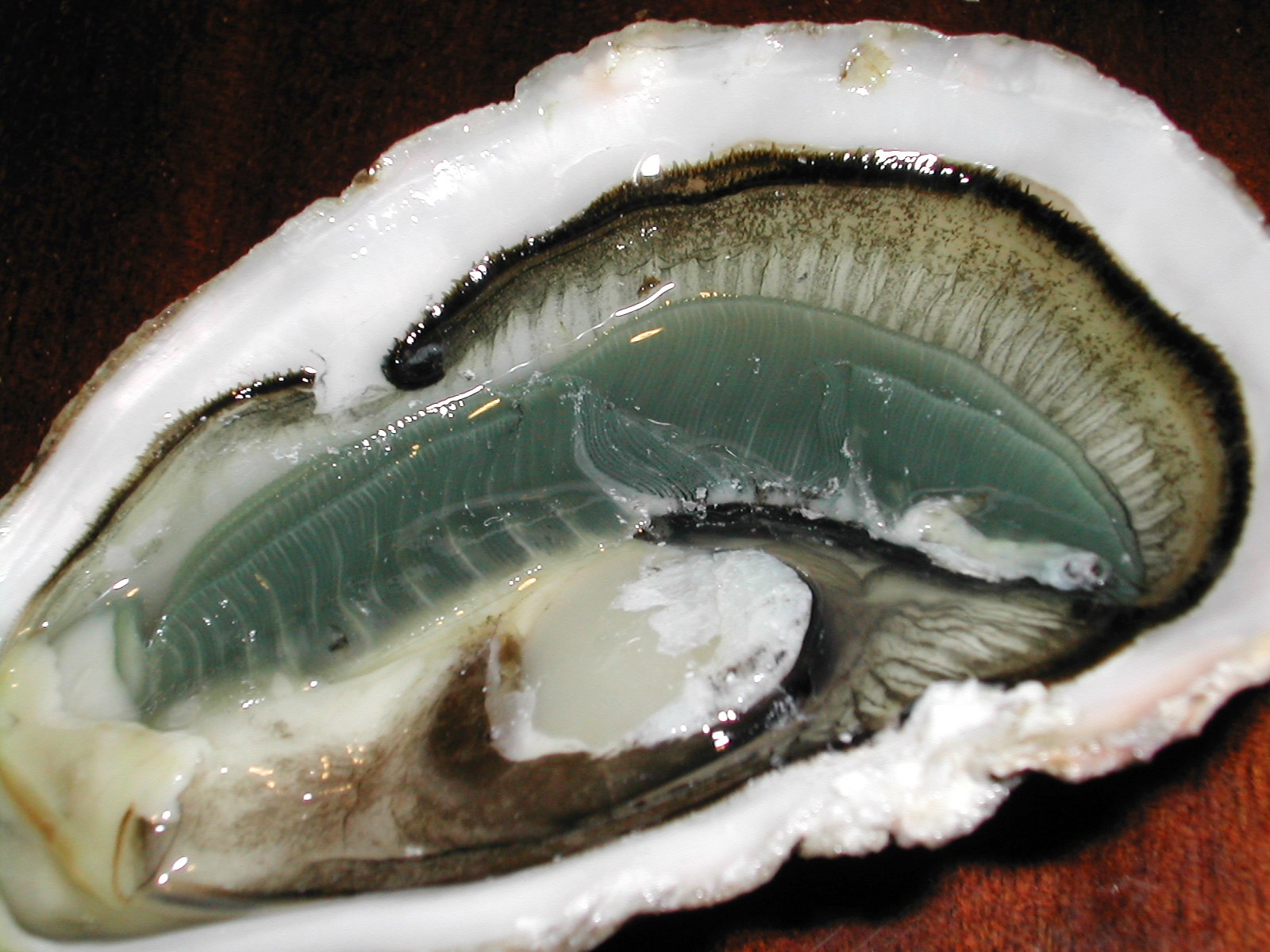
Az osztriga belseje

Az osztriga puhatestének mindkét oldalát egy vékony köpeny veszi körül. A puhatest és a köpeny közötti rész a köpenytér. A két köpeny csaknem teljesen összenőtt, csupán az osztriga elülső részén válnak szét, hogy a nyíláson víz, illetve táplálék juthasson a kopoltyún keresztül a köpenytérbe. A köpenyen úgynevezett epithelsejtek találhatók, amik képesek kiválasztani a kalcium-karbonátot és a conchint. A köpeny külső szélén lévő epithelsejtek a külső héjrétegek (periostracum, ostracum) felépítésében vesznek részt, a belső részen található epithelsejtek pedig a gyöngyházrétegről (hypostracum) gondoskodnak. A sarokpánt közelében lévő sejtek egy speciális conchin-keverékkel látják el a ligamentumot.
A héjképzésen kívül az epithelsejtek további fontos feladata az osztrigák természetes védelme. Előfordul, hogy valamilyen idegen, zavaró test – például egy élősködő vagy egy féreg – kerül az osztriga belsejébe, és eljut egészen a köpenytérbe. Ezzel megsértik a köpenyszövetet, ugyanakkor epithelsejteket visznek magukkal, amik összenőnek, és egy zsákszerű kinövést, vagyis egy „gyöngyzsákot” képeznek, amelyben az epithelsejtek a parazitát számtalan hajszálvékony gyöngyházréteggel vonják be. Létrejön egy selymes fényű anyag, a gyöngy. Tulajdonképpen minden osztrigafajta képes ilyen módon gyöngyöt „növeszteni”, de az ehető osztrigák esetén a gyöngyök általában kicsik és értéktelenek.
Az osztriga legnagyobb szerve – a felületnagyságot tekintve – a kopoltyú, a puhatestűek légzőszerve, amellyel oxigént vesznek fel a vízből és továbbítják a vérkeringésbe. A fonálkopoltyúsok légzőszerve egy speciális típus, amelynek lemezes kopoltyú a neve, ezáltal az osztrigákat a kagylók legfejlettebb kopoltyújú alakjai közé sorolja. A kopoltyúk törzsfejlődésileg a köpeny táplálékszűrő mechanizmusai voltak, és még ma is a kopoltyún keresztül történik a táplálékfelvétel: megszámlálhatatlan sok kis csilló (cilia) van rajta, amelyek nagyon gyorsan mozognak és planktont – főleg mikroszkopikus algákat – hajtanak a kopoltyúhoz. Naponta mintegy 240 liter víz megy át a testükön. A kopoltyúban nyálmirigyek vannak, amelyek az apró táplálékot, illetve annak részeit összetapasztják. Ezeket a kis nyálcsomókat két izompár a száj irányába szállítja. Az osztriga szájában van egy előkamra, ami kiválasztja a megemészthetetlen anyagokat. A száj szabályozza a táplálékmennyiséget, ami aztán emésztésre a gyomorba kerül, ahol egy mozgó, éles „kristály” megkeveri azt, majd enzimek gondoskodnak róla, hogy a táplálékból saját anyag legyen. Az idekerült megemészthetetlen anyagok a viszonylag hosszú és kacskaringós beleken keresztül jutnak a végbélnyíláshoz és ott kilökődnek.
Az osztriga háromkamrás szíve közvetlenül a záróizmok mellett található, ez pumpálja az osztriga tejszerű vérét a testben.
A záróizom az osztriga legnagyobb testrésze, a teljes testméret 40 százalékát is kiteheti. Az izom a bal és jobb oldali teknő között, vagyis az élő állat testhelyzetét figyelembe véve az alsó és a felső teknőrészhez rögzülve függőlegesen szeli át a puhatestet. Kétfajta izomszövetből áll: egyes izomszálak villámgyorsan össze tudják zárni a héjakat veszély esetén, mások napokig, sőt hetekig képesek zárva tartani a kagylót. A záróizom csak a héjak összecsukására képes, a kinyitásról a sarokpántok gondoskodnak. Az osztrigák az egyizmú kagylók közé tartoznak. A teknők záróizmai eredetileg mindig párosak voltak, majd az evolúció során egyenlőtlenné váltak, végül egyes típusoknál az elülső izom teljesen eltűnt, míg a hátulsó izom a test közepe felé tolódott.

## Szaporodása és növekedése
A szív mellett helyezkedik el az ivarszerv. Az osztrigák hermafroditák, vagyis ivarszervük felváltva spermát vagy petesejtet termel. A különböző osztrigafajoknál ez a kétneműség eltérő lehet. A csendes-óceáni osztriga az első évben hímként él; a második évben a populáció egy része hím marad, másik részük nősténnyé válik és így is marad. Elméletileg többször is megváltoztathatná a nemét, de nem teszi, ellentétben az európai osztrigával, amely egész életében variálja a nemét. Előfordulhat, hogy nem arányos a hímek és a nőstények száma, mivel ezt különböző környezeti tényezők, mint a víz sótartalma, hőmérséklete és a táplálékmennyiség határozzák meg. Ha például bőséges planktonmennyiség áll rendelkezésre, akkor több példány válik nősténnyé.

### Ívás

#### Csendes-óceáni osztriga
A szaporodási időszak a víz hőmérsékletétől és sótartalmától függ. Az osztriga 17 és 28 °C közötti hőmérsékleten képes ívásra, de a legkedvezőbb tartomány a 19–23 °C. Egy nőstény kb. 50–100 millió petét termel, és adott esetben, egy szezonban többször is képes petéket rakni. A nőstény a záróizmok segítségével mintegy 30 centiméter messzire löki ki a petéket. A hímek szinte ugyanekkor bocsátják ki hímivarsejtjeiket, és megtörténik a megtermékenyítés. Ideális körülmények között – elégséges mikroplankton táplálék, megfelelő vízhőmérséklet, kedvező időjárás, optimális sótartalom és természetes ellenségeinek távolmaradása – a megtermékenyített petesejtek 90–95 százaléka 48 órán belül lárvává fejlődik. Akkor legeredményesebb az ívás, ha a víz hőmérséklete kb. három hétig 20 °C fölött van. Amennyiben a hőmérséklet alacsonyabb, lassabb a lárvák növekedése, és ezzel nő annak az esélye, hogy természetes ellenségeik áldozatává esnek. Viszont optimális feltételek mellett is csupán 1%-uk éli túl a lárvaállapotot. 10–20 nap alatt a lárvák veliger lárvává fejlődnek, azaz a világost és a sötétet megkülönböztető primitív „szemük”, hajszálvékony héjuk és egy apró „lábuk” alakul ki. A lárvák megfelelő helyet keresnek, ahol lábuk segítségével rögzíthetik magukat, és ahol kezdetét veheti a lárva metamorfózisa. Eltűnik a láb, kialakul a kopoltyú és egy keményebb héj. Ezek a kevesebb mint 1 milliméteres, úgynevezett osztriga-bébik (angolul: spat; franciául: naissain) 4–8 hét alatt kb. 15 milliméteresre, 1 éven belül pedig 4–6 centiméteresre nőnek. 3–4 év múlva lesznek olyan méretűek (8–14 centiméter), hogy kereskedelmi forgalomba kerülhetnek. A csendes-óceáni osztrigák maximális életkora 20–30 év, és elérhetik a 30 centimétert is. Az eddig talált legnagyobb osztriga 3,7 kilogramm tömegű volt.)

#### Éti osztriga
Az európai osztrigák már 15–17 °C hideg vízben is képesek ívni. A nőstény legfeljebb 2 millió petét tud lerakni, és petéit gondosan őrzi a héjon belül, a köpeny alatt. Miközben környezete vizét szűri, szabadon úszó spermák kerülnek a kagyló belsejébe, amik megtermékenyítik a petéket. Nem sokkal ezután kikelnek az osztrigalárvák, de kb. 10 napig az anyakagyló belsejében maradnak. Ezután a tengerbe kerülnek, ahol 10–14 nap alatt veliger lárva lesz belőlük (vékony héj, „láb”). Megfelelő helyet keresnek a „letelepedéshez”, ahol elkezdődik az osztriga átalakulása. Az osztriga-bébik néhány hónap alatt kb. 1 centiméter nagyra nőnek; 4–7 év múlva lesznek elég nagyok ahhoz, hogy élvezhetőek legyenek.

## Életmódja
Mivel az osztrigák egész életükben helyhez kötöttek, a közvetlen környezetükben található táplálékra vannak utalva. Ez az oka annak, hogy leginkább árapályos területen élnek, ahol a víz állandó mozgása mindig friss planktonokat sodor magával. A folyótorkolatok is kedvező helyek számukra, mert a folyók, illetve patakok mindig tápanyagban gazdag vizet visznek.
Ahhoz, hogy elegendő tápanyaghoz jussanak, óriási mennyiségű, naponta akár 240 liter vizet szűrnek át a testükön. Környezetükben megtisztítják a vizet, ezért ökológiai szempontból is fontosak. Ugyanakkor nagyon érzékenyek a környezetet szennyező anyagokra. A legkisebb méreganyag-koncentráció is az osztriga pusztulásához vezethet, ezért Európában természetes körülmények között többnyire már csak az Atlanti-óceán tisztább részein találhatók, a Földközi-tengerben szinte teljesen kihaltak.

## Ellenségei
Mivel az osztriga nagyon tápláló, sok más állat számára kedvenc zsákmány. Egyik legnagyobb természetes ellensége egy csigafajta: az osztrigafúró, amely, mint a neve is jelzi, reszelőszerű nyelvével képes átfúrni a puhatestűek héját, és az így keletkezett lyukon nyelvével veszi ki az osztriga húsát. Sok rákfajta ollójával töri fel a kagylóhéjat. A tengeri csillag a legöregebb, legvastagabb héjú osztrigákkal is elbír: a karjain lévő szívókorongokkal rátapad a kagylóra, kinyitja a kagylóhéjat, gyomrát a belsejébe nyomja és kiszívja a húst. A sirályok csőrükkel kapják fel a kisebb osztrigát, felszállnak, és egy kemény talaj fölött elejtik, zuhanórepülésben követik, végül kicsípik a húst a széttört kagylóhéjból.

## Felhasználása

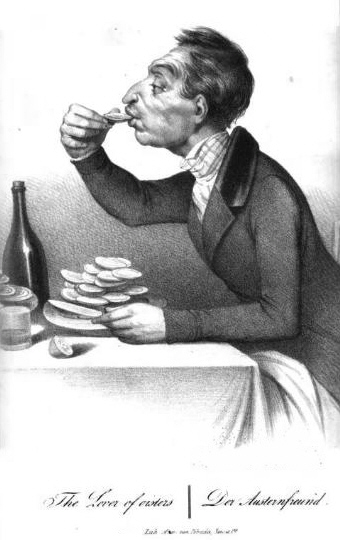
Az osztrigabarát. Europa, 1. kötet, 1837, kiadó A. Lewald

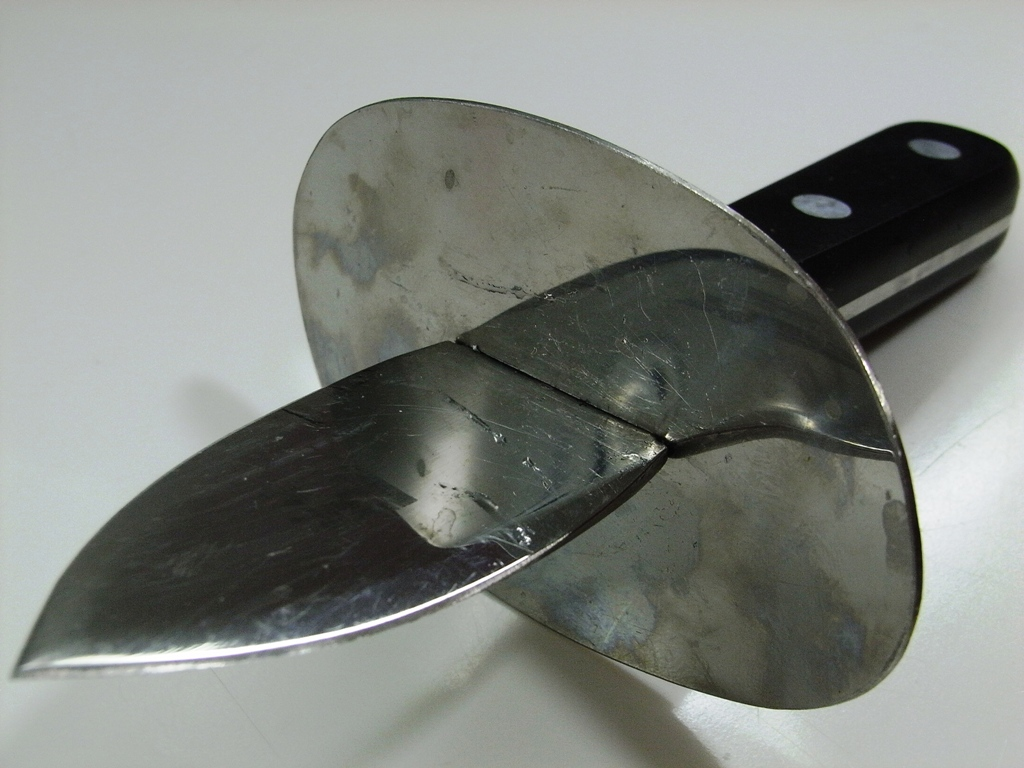
Osztriganyitó kés

### Héjának felhasználása
Az osztrigahéj középső rétegét (Ostracum) táplálék-kiegészítőként használják, többek között az állattenyésztők: mésztartalma 5–6-szor lassabban oldódik ki a kagylóhéjból, vagyis részei tovább maradnak a gyomorban, és a kalcium felszívódása is hosszabb ideig tart, így a vér kalciumtartalma állandóbb és magasabb lesz. A gyógyszeriparban kalcium-anyagcsere zavarok enyhítésére szolgáló gyógyszert állítanak elő belőle, valamint fájdalomcsillapító, gyulladáscsökkentő és reuma elleni szerek készítéséhez használják.
A kézművesiparban ajándéktárgyakat készítenek belőle, belső felületét miniatűr festményekkel díszítik.
Az osztriga héja széttört állapotban is víztaszító, ezért korábban gyakran használták tenger melletti kisebb településeken útépítésnél. Mészkő, homok, osztrigahéj és víz keverékéből készült a tabby nevű beton, amelyet nagy valószínűséggel már az indiánok is használtak temetkezési helyeik, illetve kriptáik építésénél. A 16. században spanyol hódítok vitték az amerikai kontinensre. Nyilvánvaló, hogy a tabby a Spanyol Királyságba behatoló észak-afrikai mórok révén került spanyol területre. A tabby egy bizonyos formáját még ma is használják Marokkóban.

### Húsának felhasználása, emberi fogyasztása
Csak néhány osztrigafaj alkalmas emberi fogyasztásra. Közülük a legfontosabb a csendes-óceáni osztriga, ami a világtermelés 96,2 százalékát teszi ki. A legtöbb osztrigát a Távol-Keleten – és mindig feldolgozott állapotban, sütve, főzve, osztrigaszószként – fogyasztják. Az óriási kínálat miatt, Európához képest, viszonylag olcsó. Korábban Európában is nagy osztrigaállomány létezett, a kagylók a tengerparti területeken mindennaposnak számítottak. Napjainkban sokkal kevesebb van belőlük, ezért drága csemegének számítanak. Itt főleg nyersen fogyasztják, a kagylóhéjból kiszürcsölve, illetve kiszippantva. Mindenképpen fontos, hogy az osztriga egészen friss legyen, ellenkező esetben a nem friss kagyló fogyasztása osztrigamérgezéshez vezethet. A friss, élő osztriga arról ismerhető fel, hogy nagyon nehéz felbontani, és felbontás után kevés tengervíz csorog ki belőle. Régen úgy ellenőrizték az osztriga frissességét, hogy néhány csepp citromlevet facsartak rá: ha az állat a savas citromlével érintkezve összerándult, biztosan élő példányról volt szó. További veszélyt jelenthet, ha az osztriga a vibrio vulnificus nevű baktériummal fertőzött, ez ugyanis gyenge immunrendszerrel rendelkezők esetén (cukorbetegek, májbetegek, HIV-fertőzöttek) vérmérgezést okozhat.
Az éti osztrigák különösen táplálóak és egészségesek. Energiatartalma viszonylag kevés (272 kJ/65kcal/100 g); alacsony zsír- és szénhidráttartalma miatt szívesen fogyasztják. 83–86%-ban vízből áll, de a többi rész gazdag A, B1, B2, B3, B12, D és E vitaminokban és ásványi anyagokban.
| Tápanyagérték / 100 g |        |             |        |
| Fehérje               | 9,0 g  | Kalcium     | 22 mg  |
| Szénhidrát            | 4,8 g  | Magnézium   | 19 mg  |
| Zsír                  | 1,2 g  | Nátrium     | 117 mg |
| Kálium                | 265 mg | Vas         | 3,1 mg |
| Foszfor               | 161 mg | Folsav      | 4 µg   |
| Nátrium               | 110 mg | Réz         | 0,9 mg |
| Cink                  | 42 mg  | Koleszterin | 128 mg |

Az osztriga felnyitásához egy úgynevezett osztrigabontó kést használnak. Ez egy rövid, tőrszerű eszköz, amivel a megmosott kagyló hegyesebb végénél benyúlnak a szorosan záródó mészburokba, hogy elvágják az összetartó izmokat. Ekkor már könnyen szétnyithatók a kagylóhéjak. Az állatot ezután kiveszik, megmossák és a kagylóhéj öblösebbik felébe visszahelyezve tálalják.
Az osztriganyitás rekordja: 30 darab 91 másodperc alatt (egy gyakorlatlan kéz ugyanennyi idő alatt csupán egy osztrigát képes felnyitni).

### Az osztriga mint afrodiziákum
Az osztriga, amellett, hogy tápanyagban gazdag étel, kiváló afrodiziákum is, bár vágyfokozó képessége tudományosan még nem bizonyított. A kagyló több kultúrában is a nőiesség egyik szimbóluma. A legenda szerint Aphrodité, a szépség és szerelem görög istennője is egy osztrigán emelkedett ki a tenger habjaiból, hogy életet adjon Érosznak, a szerelem istenének. Anekdoták sokasága szól az olasz szoknyavadász, Giacomo Casanova osztrigaélvezetéről, aki állítólag naponta több tucat osztrigát fogyasztott, mert meg volt győződve róla, hogy a kagyló cseppjei különös erőt kölcsönöznek férfiasságának. Az osztriga valóban jelentős mennyiségű cinket tartalmaz, amelynek szerepe van a nemi hormonok, illetve a szexuális aktivitásért felelős hormonok előállításában.

### Fogyasztása a történelem során

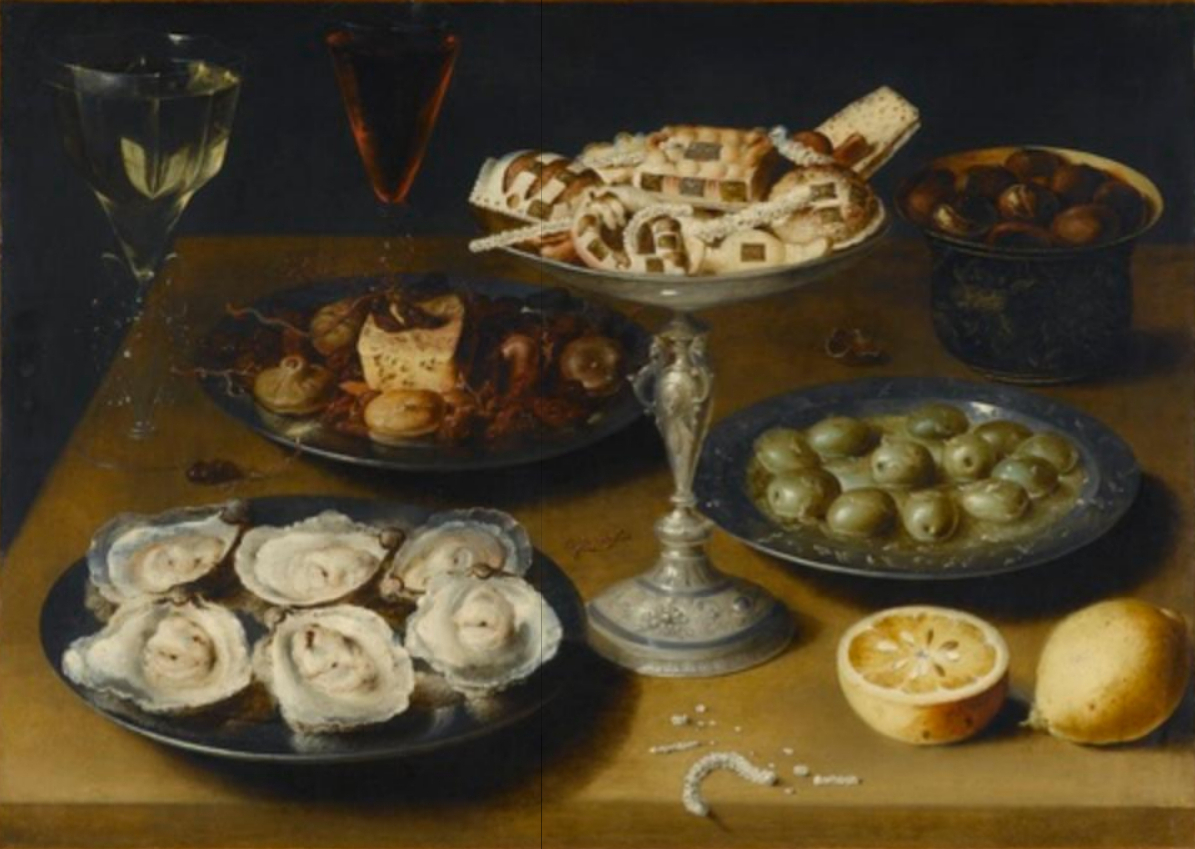
Osias Beert: Csendélet osztrigákkal, 1610, Nemzeti Galéria, Stuttgart

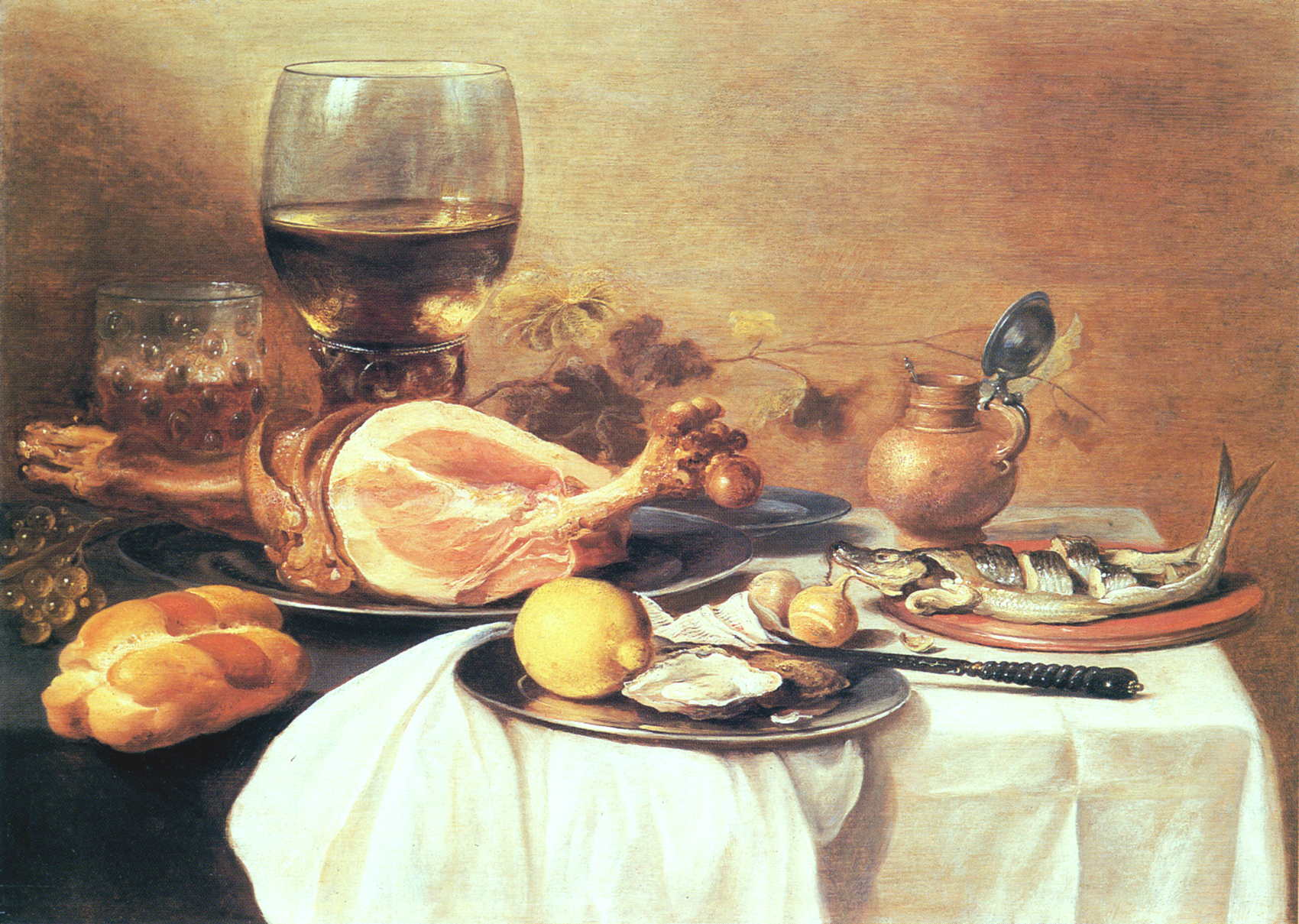
Pieter Claesz: Csendélet, 1645

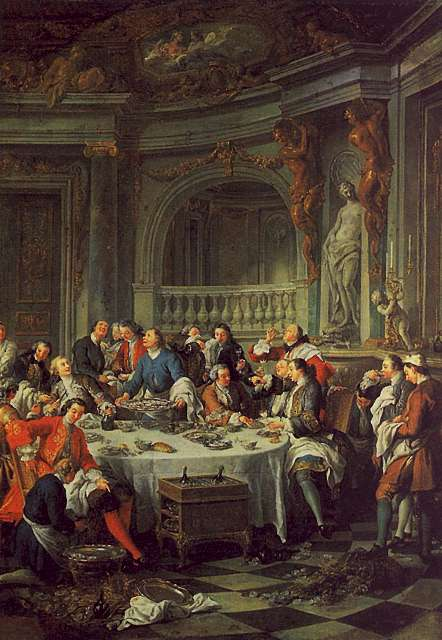
Jean François de Troy: The Oyster Lunch, 1735, Musée Condé, Chantilly

Az osztriga alkalmazkodóképességének köszönhető, hogy az evolúció során, sok természetes ellensége és számos éghajlatváltozás ellenére, évezredeken keresztül fennmaradt. Újkori legnagyobb ellensége az ember.

#### Őskor
Régészeti ásatásokból kiderült, hogy már a kőkorszaki ember (Európa, Észak-Amerika) is gyakran fogyasztott osztrigát. A kagylókat könnyedén, veszélytelenül tudták összegyűjteni az apályos területeken. Európában többnyire nyersen ették, de Amerika indiánjai fogyasztás előtt tűzre tették, aminek az lehet a magyarázata, hogy a nagyobb méretű amerikai osztrigát nagyon nehezen lehetett kinyitni, hő hatására viszont perceken belül kinyílik a „fedő” (az európai osztriga nem igazán alkalmas sütésre, mert rövid időn belül kiszárad).

#### Ókor
Az osztriga az ókori Görögországban csemegének, ínyenc falatnak számított. Görög halászok figyeltek fel arra, hogy a szabadon úszó osztrigalárvák szívesen telepednek meg a tengerben lévő széttört agyagedények cserépdarabjain, és ott ízletes osztrigává fejlődnek. Ettől kezdve az eredetileg hulladék agyagcserepeket tudatosan osztrigatenyésztésre használták. Az osztrigát Aphroditével, a szerelem görög istennőjével hozták kapcsolatba. Azt gondolták, hogy a tenger habjaiból kiemelkedő Aphrodité egy osztrigából származik. Ettől kezdve él a mítosz az osztriga afrodiziáló hatásáról. Az osztriga húsát élvezettel fogyasztották, míg héját választócédulaként használták, oly módon hogy a jelentkezők nevét a teknők belsejébe karcolták.
Az ókori Római Birodalom tengerei egykor nagyon gazdagok voltak különböző hal- és kagylófajokban, a tenger gyümölcseiben. Az osztriga nem hiányozhatott az előkelők ünnepi asztaláról és orgiáiról. A rómaiak egy cseppet sem kételkedtek abban, hogy az osztriga afrodiziáló hatású, ami szerintük Vénusznak, a szerelem római istennőjének volt köszönhető. Marcus Gavius Apicius római ínyenc nevéhez fűződik az ókor leghíresebb szakácskönyve (De re coquinaria, i. sz. 1. század,) amiben közreadja konyhaművészeti remekeit, behatóan foglalkozik többek között az osztriga különböző elkészítési módjaival, leírja osztrigához való mártások receptjeit, felhívja a figyelmet az osztriga romlékonyságára és tanácsokat ad az élő osztriga tartósításához.
A friss osztriga olykor messziről került a rómaiak asztalára: rabszolgák gyűjtötték nagy mennyiségben Bretagne és Anglia partjainál, majd hóba ágyazva szállították a drága árut az Alpokon keresztül Rómába. Sikeresen próbálkoztak az osztrigatenyésztéssel is, sőt, a téli hideg okozta veszteségek elkerülésére, pillérekre állított vagy felfüggesztett osztrigamedencéket (balneae pensiles) alakítottak ki, amelyeket alulról melegítettek, illetve meleg levegőt áramoltattak a medence körüli csövekben.

#### Középkor
A középkorban az osztriga az urak körében továbbra is drága specialitásnak számított, ugyanakkor a part menti szegényebb rétegek számára olcsó és aránylag könnyen hozzáférhető táplálékot jelentett. Már ekkoriban kiemelkedett osztrigakereskedelmével a Bretagne északi részén található Cancale: rendszeresen jártak a Szajnán kitűnő minőségű osztrigával megrakott hajók Rouen irányába, majd innen Párizsba.

#### Újkor
Az újkorban is töretlen maradt az osztriga iránti kereslet; a nemes kagylókat már nem csak a tengerpartokon, hanem kis csónakok és hálók segítségével a mélyebb vizekből is összegyűjtötték. A népesség növekedése, valamint az iparosodás következtében viszont egyre szennyezettebb lett a folyók és tengerek vize, így az osztriga-korszak (15–19. század eleje) hirtelen véget ért, amikor az emberi tevékenység eredményeként jelentkező vízszennyezés következtében Európa és Amerika természetes osztrigaállománya csaknem teljesen megsemmisült, az osztrigák pusztulásához vezetett, sőt, számos esetben osztrigakedvelők is áldozatai lettek a szennyezett csemegének. Ennek hatására jelentősen csökkent az osztrigakereslet. Angliában és Franciaországban már korábban, a 18. század közepétől próbáltak intézkedéseket tenni az osztrigák védelmében: II. György brit király idején, 1728-ban az angol parlament határozatot hozott az osztrigahalászat korlátozásáról Kent vizeiben. Az osztrigatenyésztéssel komolyabban csak a 19. század közepétől kezdtek foglalkozni. Az 1930-as évektől szigorú előírásokkal szabályozzák az osztrigahalászatot és a tenyésztést.

## Osztrigahalászat és tenyésztés

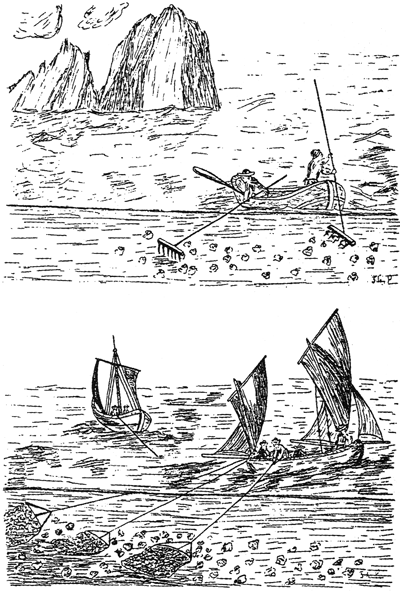
Osztrigahalászat, „L'Encyclpédie”, 1771

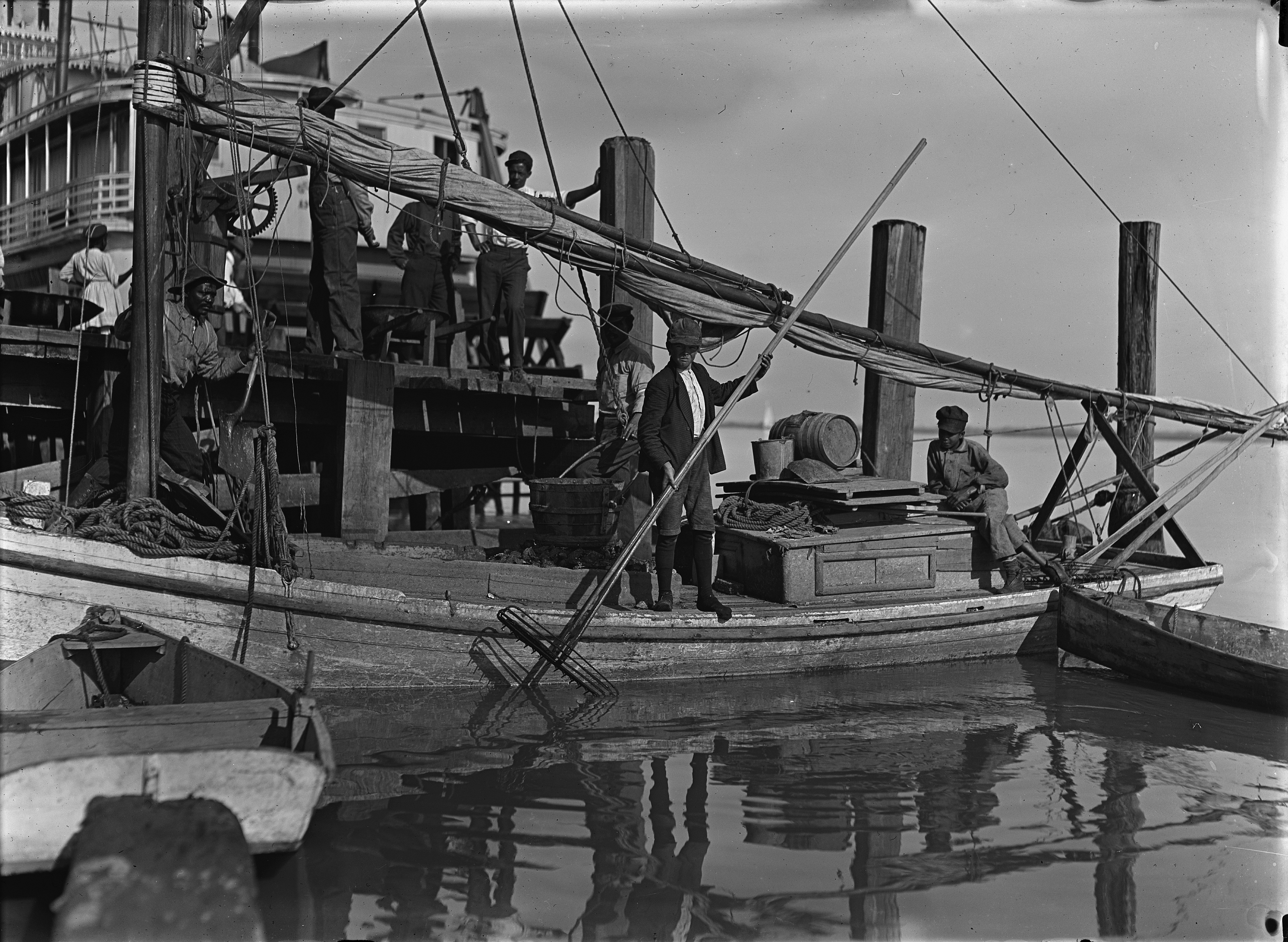
Osztrigahalászat, 1909

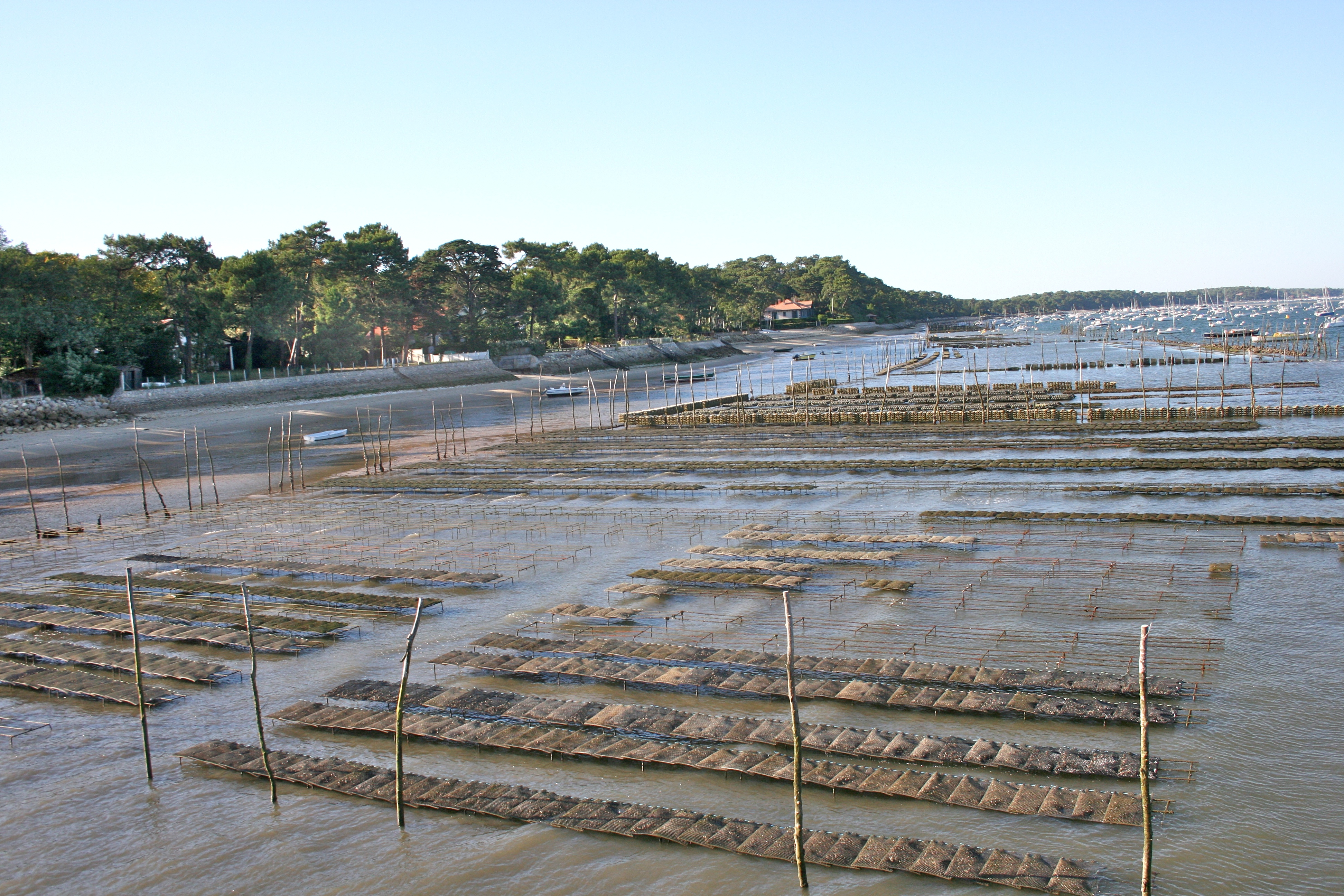
Osztrigafarm, megemeléses tenyésztés, Medoc, Franciaország

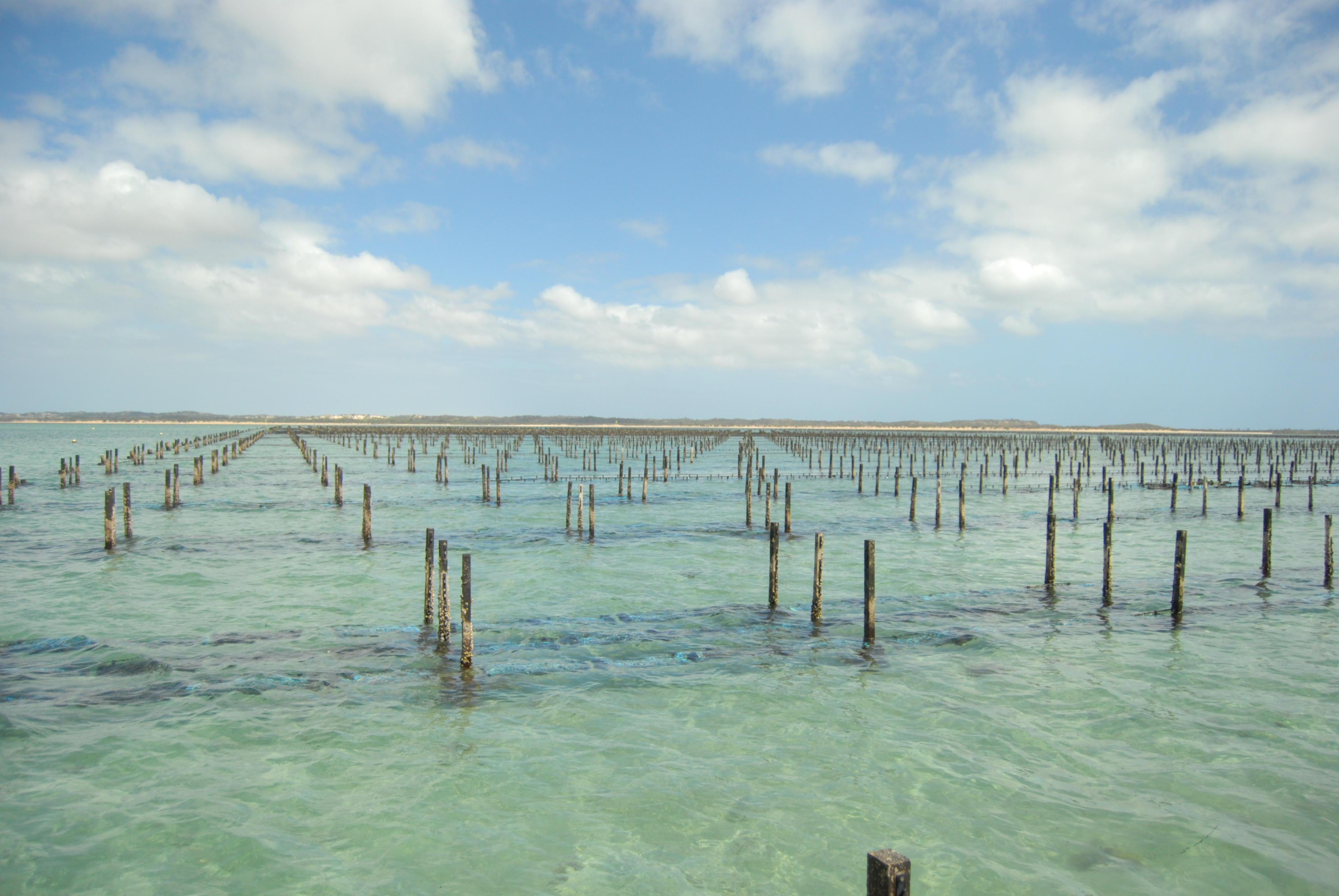
Osztrigafarm, osztrigatenyésztés köteleken, Ausztrália

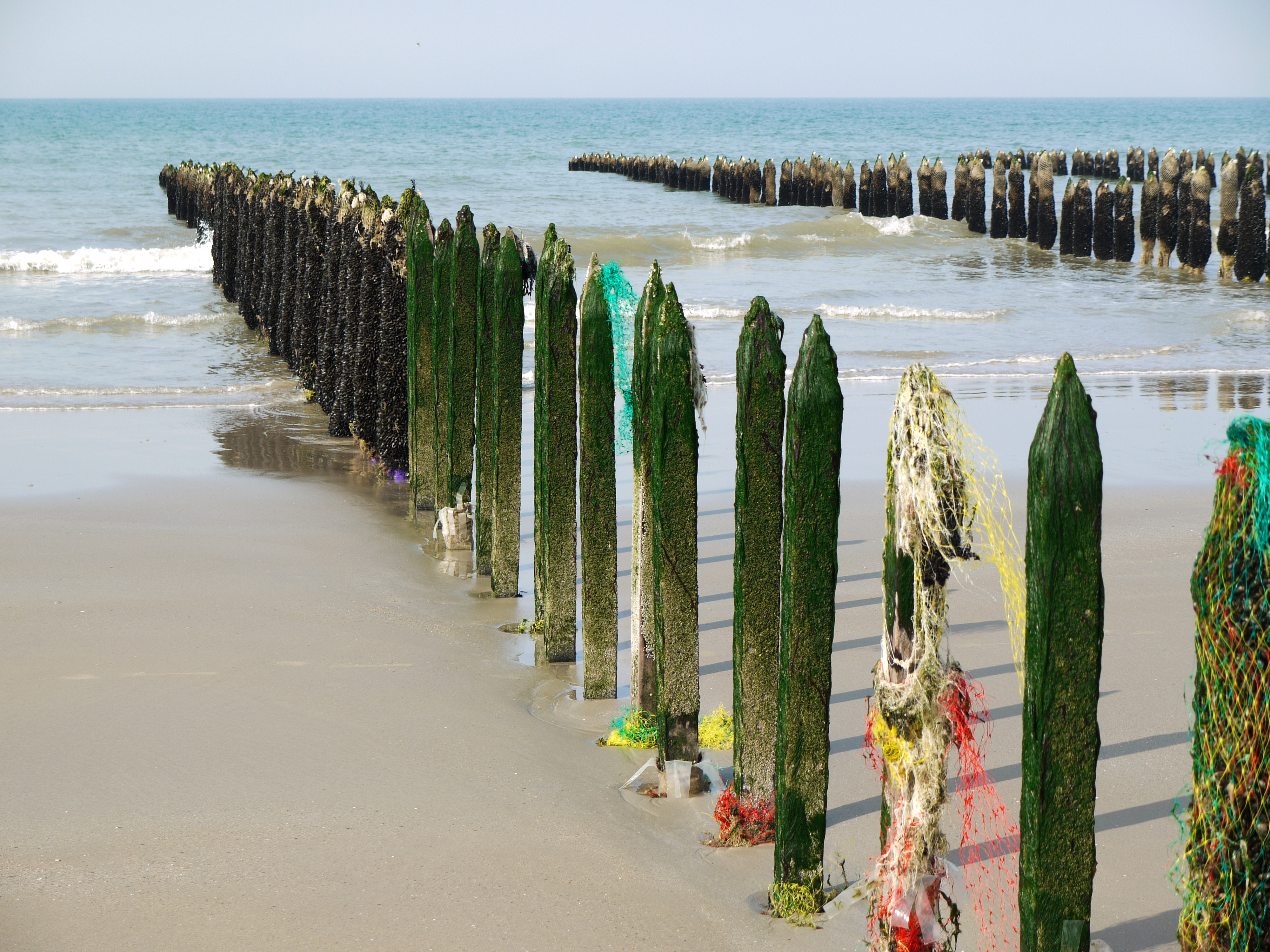
Osztrigatenyésztés póznákon

Az osztrigákat eredetileg árapályos területeken gyűjtögették, vagy a mélyebb vizek aljáról búvárok, később hálók segítségével halászták ki. A környezet-, illetve vízszennyezés, vírusos betegségek elterjedése, valamint a túlhalászás következtében azonban jelentősen megcsappant a természetes osztrigaállomány, sőt sok helyen teljesen el is tűnt. Ezért napjainkban csak elvétve találkozunk hagyományos osztrigahalászattal (Észak-Amerika). Az osztrigák jelentős részét (kb. 96%) különböző módszerekkel akvakultúrákban tenyésztik.
A kagylófélék tenyésztőterületének pontosan meghatározott kritériumoknak kell megfelelnie. Az osztrigatenyésztés csak az előre meghatározott helyeken, a többi ipari ágazattal együttműködve, és a környezetvédelmi előírások betartásával folyhat.
Az 1970-es években két járvány is megtizedelte az európai osztrigaállományt: először a Marteilia refringens okozta betegség, majd 1979-től a Bonamia ostreae okozott osztrigaválságot. Az európai osztrigagazdálkodás az összeomlás szélére került. Japánból importáltak a betegségeknek jobban ellenálló csendes-óceáni osztrigát (Crassostrea gigas), ami lehetővé tette az osztrigatermelés növekedését.
2009-ben ismét osztrigaválság fenyegetett, ami a La Manche-csatornától, a francia termelőkön keresztül, a Földközi-tengerig mintegy 20 000 tenyésztőt érintett. A fiatal osztrigák 60–100 százaléka elpusztult. A katasztrófa okát egyesek az előző év viszonylag meleg telében és az esős tavaszban látják, amely kedvezett a kórokozók elszaporodásának, mások egy vírus elterjedésétől tartanak.
Egyéb betegségek is megtámadhatják az osztrigaféléket, mint például egy protozoa élősködő okozta Perkinsus marinus fertőzés, ami az osztrigák és egyéb kagylófélék tömeges pusztulásához vezet. A betegség először az 1950-es években jelent meg a Mexikói-öbölben és fokozatosan elterjedt az Egyesült Államok keleti partvidékén. Egészen 1978-ig azt gondolták, hogy a fertőzést egy gomba okozza.
A Multinucleated Sphere X (MSX) betegséget a Haplosporidium nelsoni nevű protozoa okozza. Ez fertőző és jelentősen képes megtizedelni az amerikai osztrigákat. A betegséget első alkalommal 1957-ben jegyezték fel a Delaware-öbölben; napjainkban az USA teljes keleti partvidékén előfordulhat.

### A tenyésztés folyamata
A nőstény osztrigák nyáron ívnak, egy-egy állat több millió petét rak. A modern osztrigatenyésztés kikerüli a természetes reprodukciót, helyette keltetőtelepek laboratóriumaiban mesterségesen szaporított, vagy a tengerekben begyűjtött osztrigalárvákat használ. Napjainkban a laboratóriumokban arra törekednek, hogy triploid osztrigákat állítsanak elő: a megtermékenyítést követően hőmérsékleti sokkal sterillé teszik őket. A triploid osztrigák gyorsabban nőnek, és egész évben egyforma a minőségük, mert ívás idején sem válnak tejszerűvé a szaporodás miatt.
A tengerben történő szaporítás esetén, az áramlatokkal szabadon sodródó, és a „letelepedéshez” alkalmas helyet kereső lárvák részére az osztrigatenyésztők gondosan megválasztott helyekre úgynevezett begyűjtőket helyeznek el, amik lehetnek műanyag csövek, vékony lemezek, vagy kötelek, cserepek, póznák és kagylóhéjak. Amikor kifejlődnek az „osztrigabébik”, leválasztják őket ezekről a tárgyakról és készen állnak a tenyésztésre: a tenyésztés módszerétől függően zsákokba vagy kötelekre rakják őket.

### A tenyésztés módszerei
Az osztrigák a tengervízben található planktonnal táplálkoznak, amelyhez a víz folyamatos megszűrésével jutnak. Ezért csak olyan helyeken tenyészthetők, amelyek megfelelnek az áramlásra, a vízmélységre, tápanyaggazdagságra vonatkozó kritériumoknak. A környezettől, helyi adottságoktól – az apály és dagály ingadozásának nagysága, a víz mélysége – és a hagyományoktól függően alkalmazzák a különböző osztrigatenyésztési módszereket.

### Talajmenti tenyésztés
A talajmenti vagy tengerfenéken történő tenyésztés az osztrigatenyésztés legegyszerűbb és legolcsóbb formája. Az eljárás során az osztrigaivadékokat előre gondosan kiválasztott, árapály járta partsávon, homokpadokon, tehát közvetlenül a talajon terítik szét, ahol azok a tengerfenékhez tapadnak. 3–6 évig tart, amíg elérik a kereskedelmi forgalomba hozatalhoz szükséges nagyságot. Ekkor kotrással vagy fenékhálóval gyűjtik össze őket. Ezt a módszert alkalmazzák Európában, mindenekelőtt Angliában az európai osztriga tenyésztésekor. Nagy előnye, hogy az ivadékok kihelyezése és a kifejlett osztrigák begyűjtése között nincs szükség egyéb munkálatokra. Hátránya, hogy a kagylók hálóval történő begyűjtése során megzavarják a tengerfenék ökológiáját, és mindent kifognak, ami az útjukba esik. Mivel az ilyen osztrigapadok fölött nincsen akadálya a tengeri hajózásnak, a hajók és csónakok vízszennyezést okozhatnak az osztrigák közvetlen közelében.

### Megemeléses tenyésztés
A megemeléses osztrigatenyésztés csak sekély és megfelelően széles, árapály járta partsávokon lehetséges. Ennél a módszernél körülbelül 50 centiméter magas vasasztalokat (franciául tables à caire-voie) állítanak a vízbe, amelyeken ritka szövésű zsákokba (poches) rakva nőnek az osztrigák. Dagálykor a vízben vannak, apálykor pedig szárazra kerülnek. Az asztalokon történő tenyésztés előnye, hogy az osztrigák nem lesznek „sárízűek” és védve vannak a tengerfenéken élő ellenségeiktől. A zsákokat számtalanszor felrázzák és átforgatják, hogy az osztrigák ne nőjenek össze, valamint rendszeresen eltávolítják róluk az algaréteget. Az állandó gondoskodás eredménye, hogy az osztrigák szép formájú teknőket növesztenek, ami különösen fontos az európai „kiszürcsöléses” fogyasztásnál. Nem elhanyagolható tényező, hogy az ilyen eljárással tenyésztett osztrigák begyűjtése apálykor szárazon történhet. Hátránya, hogy viszonylag nagy területet, illetve felületet és nagy munkaráfordítást igényel. Az északi tenyésztő területeken (Németország, Írország, Egyesült Királyság) télen problémát okozhat a jégzajlás: ilyenkor az osztrigáknak védett medencékben kell áttelelniük.
Egyes helyeken a megemeléses tenyésztést a talaj menti tenyésztéssel kombinálják: az osztrigaivadékok először egy megfelelő aljzatú tengerfenéken nőnek fel és csak egy bizonyos nagyság elérése után teszik őket zsákokba.

### Osztrigatenyésztés köteleken
Köteles osztrigatenyésztéskor az osztrigákat függőlegesen vagy vízszintesen kifeszített köteleken tenyésztik. A műanyag- vagy acélzsinórokra egy megfelelő anyagot – gyakran átfúrt kagylóhéjat – erősítenek kb. 20 centiméterenként, amiket gyakran ugyanilyen hosszú műanyagcső tart távol egymástól. Ezeken a kagylóhéjakon nőnek az osztrigák. A függőköteles tenyésztési módszernél úszótáblákra vagy rögzített bójákra függesztik a köteleket. A vízszintesen kifeszített köteleken történő tenyésztés esetén a talajba rögzített karók közé feszítik ki az akár 100 méter hosszú köteleket. Ritkán előfordul úgynevezett diagonális tenyésztés is: ebben az esetben a kötelet a karó hegyétől átlósan vezetik a tengerfenékhez, és ott lehorgonyozzák. Amikor az osztrigák elérik a kívánt méretet, kiemelik a vízből a köteleket és lefejtik róla a kagylókat. A tenyésztés a nyílt vízen történik, tehát olyan területeken is alkalmazható, ahol gyenge vagy egyáltalán nincs árapály jelenség. Ez megnehezíti a kagylók begyűjtését, ami szintén a vízben történik. Helyigénye a megemeléses osztrigatenyésztéshez viszonyítva kisebb. A módszert Japánban találták ki az 1920-as években. Az 1970-es évektől ez a technika különösen elterjedt Ázsiában – Koreában és Kínában –, de Franciaországban (Basin de Thau), Spanyolországban és Írországban is népszerűvé vált.

### Tenyésztés póznákon
Ezt a tenyésztési kultúrát leszúrt fapóznákon (bouchot) végzik, amiket dagálykor víz borít. A pózna köré 3–5 méteres kötelet vagy embrióval telerakott hengert tekernek. Ezt hálóval borítják be, hogy megakadályozzák a kagylók leesését. A kagylókat kézzel vagy gépek segítségével választják le a fapóznákról.

### Mélyvízi (konténeres) osztrigatenyésztés
A mélyvízi vagy ládákban történő tenyésztés az árapályos zónák mélyebb területein alkalmazható. Egy a vízen lebegő tutajról vagy bója által tartott szerkezetről osztrigákat tartalmazó tartályok, ládák lógnak le akár több szinten egymásra rakva. A kosárszerű tartályok erős szintetikus anyagból készülnek (a megemeléses osztrigatenyésztésnél alkalmazott zsákokhoz hasonlóan), amit rendszeresen kiemelnek a vízből, hogy megtisztítsák a lerakódó algáktól. A hagyományos talajmenti osztrigatenyésztéshez képest ez a módszer idő- és munkaigényesebb, de előnye, hogy mélyebb vizekben (akár 10 méter) is alkalmazható, ahol a víz mélységét kihasználva négyzetméterenként sokkal több osztriga nevelhető.

## A legjelentősebb osztrigatenyésztő országok

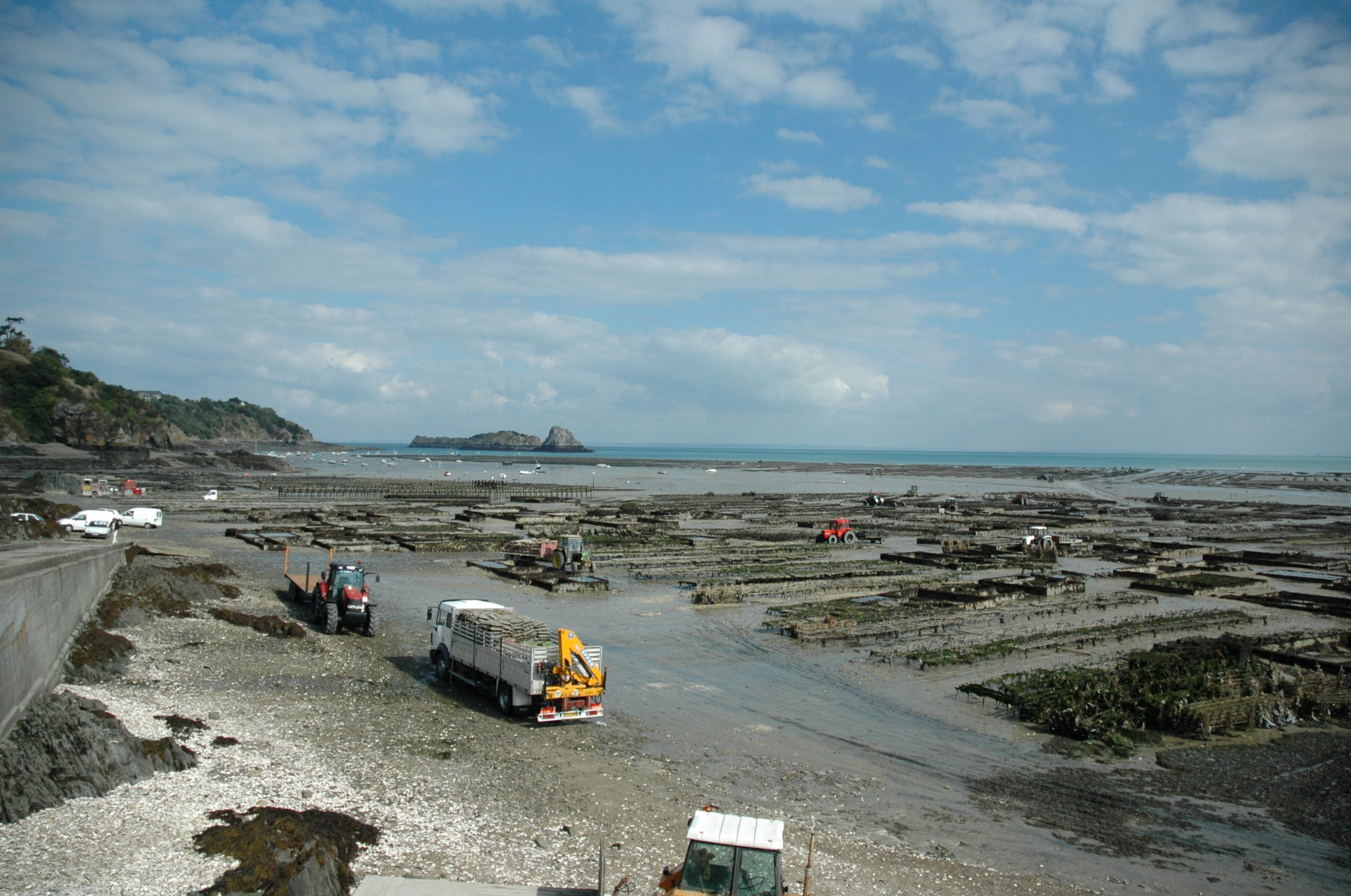
Osztriga-szüret Cancale-ban

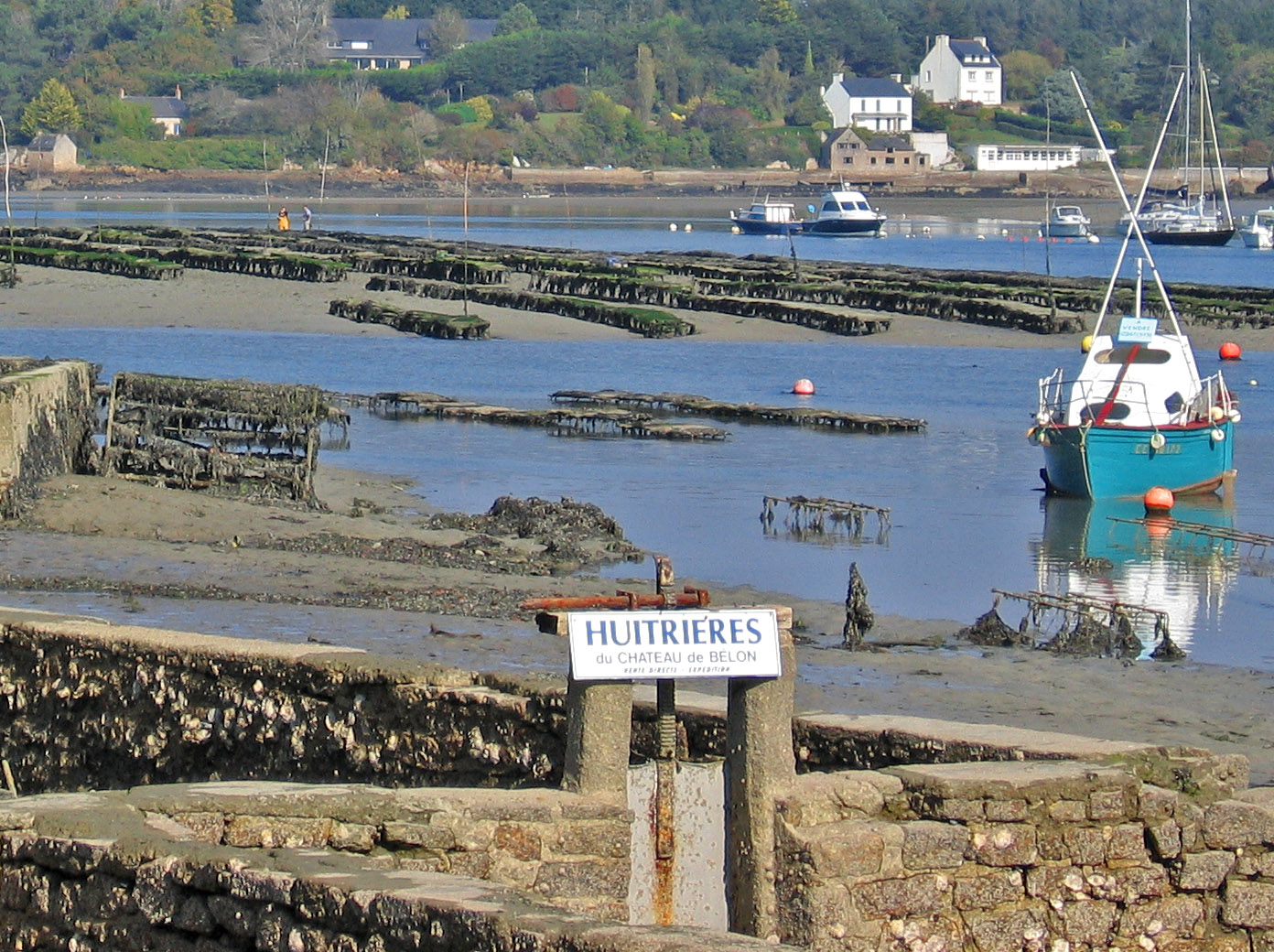
Osztrigatelep Belonban

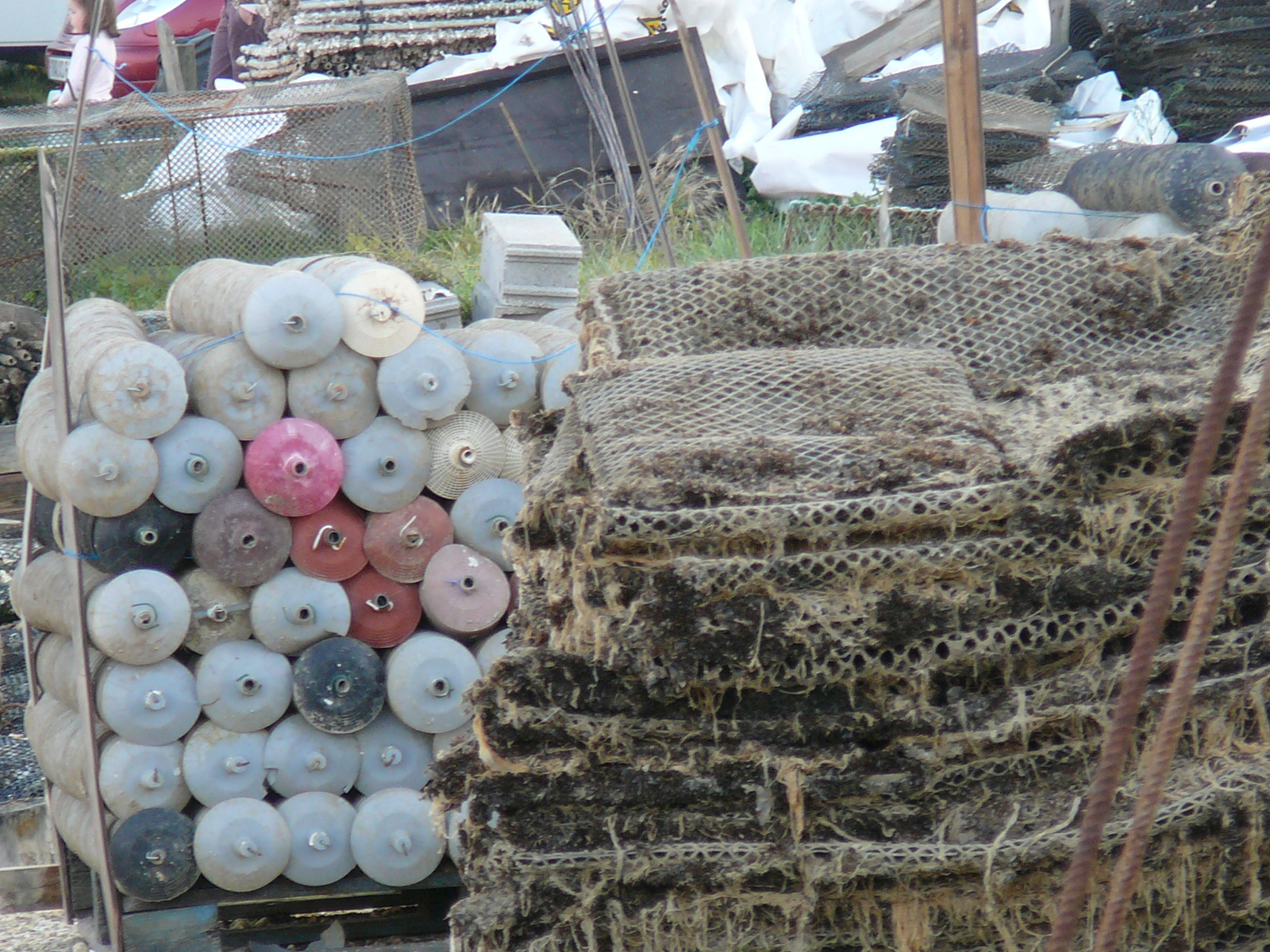
Osztriga-zsákok

A különböző tengereknél és partszakaszokon más és más algafajok találhatók. Az osztrigák íze a származási hely szerint változik: mindig sósak, tengerízűek (le goût de la mer), vagyis a tengeri levegő és a tengeri moszat aromáját hordják magukban, de vannak osztrigák, amelyek íze enyhén dióra vagy friss uborkára emlékeztet.
A nagyobb osztrigatenyésztő és fogyasztó nemzetek külön osztályozási rendszert alakítottak ki az osztrigák értékelésére. Az ínyenc falat ára méretétől függ: minél nagyobb egy kagyló, annál kisebb számmal illetik, vagyis a legértékesebb darabok a No.0 besorolást kapják. Helyenként nem számmal, hanem névvel jelölik a különböző méretű és eredetű kagylókat.

### Franciaország
Az európai országok közül Franciaország a legjelentősebb osztrigatenyésztő, de az évente tenyésztett 125 000 tonna a világtermelés csupán 2,6 százalékát adja (2007). A tenyésztett osztrigák 99 százaléka csendes-óceáni osztriga (Crassostrea gigas), 1 százaléka éti osztriga (Ostrea edulis). Az osztrigák kizárólag friss áruként kerülnek piacra; konzerv vagy egyéb termékszármazékok készítése elenyésző.
Az osztrigatenyésztés tekintetében Franciaországot nyolc területre osztják:
- Normandiában uralkodik Európa legnagyobb apály-dagály váltakozása: a szintemelkedés (amplitúdó) elérheti a 14 métert is, apálykor a tenger 6 kilométerre visszahúzódik. A jelenség nagyon kedvező az osztrigatenyésztés számára. Az osztrigaparkok a belga határtól egészen Mont-Saint-Michelig (Bretagne) húzódnak; a legjelentősebb a Cherbourgtól délkeletre található Cotentin-félsziget tenyésztése.[54]
- A Bretagne északi részén (Brest és Mont-Saint-Michel között) uralkodó erős vízáramlást kihasználva csendes-óceáni és európai lapos osztrigák is tenyésztenek. A vidék egyik legnépszerűbb városa Cancale („osztriga-főváros”), ahol a 400 hektárnyi területről évente kb. 6000 tonna osztriga kerül a piacra.[55][56]
- Bretagne déli részén számos folyó és patak ömlik az Atlanti-óceánba értékes tápanyagdús vizet szállítva. Ezen a területen az árapályos területeken és a mélyebb vizeken is foglalkoznak osztrigatenyésztéssel. Erről a vidékről származik a híres belon-osztriga, amelyet Pont-Aventől délre, a Bélon folyó torkolatánál tenyésztenek.[57]
- Pays de Loire: A Loire torkolatától délre fekvő atlanti-óceáni partvidéken évente kb. 10 000 tonna, szinte kizárólag csendes-óceáni osztrigát tenyésztenek saját fogyasztásra. Az osztriga Huîtres Vendée Atlantique vagy Huître Pertuis néven ismert és kerül kereskedelmi forgalomba.[58]
- A Poitou-Charentes nevű terület La Rochelletől a Gironde folyó torkolatáig húzódik. Egyik legjelentősebb alrégiója Marennes-Oléron, ahol évente 45 000–60 000 tonna osztrigát tenyésztenek. Az itt honos algák (Navicula ostrearia) jellegzetes zöld színt adnak a medencékben tisztításra váró osztrigáknak, amelyek Fines de claires verte néven kerülnek forgalomba. A legértékesebb darabokat Label Rouge címkével ellátva kínálják.[59] Erről a területről származik a Gillardeau-osztriga, ami Gerard Gillardeau osztrigatenyésztő nevét viseli: a tenyésztő név szerinti említése nem szokványos dolog, mivel a tenger gyümölcsei általában a termelő neve nélkül kerülnek piacra.[60]
- Arcachon az atlanti-óceáni tengerpart déli részén egészen Spanyolországig húzódik. Az itt tenyésztett osztrigák Huître Arcachonnaise néven kerülnek eladásra. Délebbi fekvése miatt itt melegebb a tengervíz, ezért kitűnően alkalmas osztrigabébik nevelésére: az osztrigaivadékokat 8–10 hónapos korukban leválasztják a szubsztrátumról (kőlemez, cserép vagy fa), és eladják észak-franciaországi és írországi telepekre.[61][62]
- A Földközi-tengeri osztrigatelepek Béziers és Montpellier között találhatók, legjelentősebb Bassin de Thau vidéke. Mivel a Földközi-tengeren az árapály jelenség jelentősen kisebb, mint az Atlanti-óceán partjainál, az osztrigákat a mélyebb vizekben tenyésztik (mélyvízi osztrigatenyésztés). A legkeresettebb osztrigák a Bouzigues nevű faluból származnak.[63]

### Nagy-Britannia
Nagy-Britanniában – különösen a Temze torkolatánál – egykor nagyon jelentős volt az osztrigahalászat. A túlhalászás és környezetszennyezés miatt azonban visszaesett a kihalászható osztrigamennyiség; időszakosan törvény tiltja az osztrigahalászatot. Mivel a csendes-óceáni osztrigák a Nagy-Britannia körüli hideg vizekben ritkán ívnak, tenyésztésük melegebb vizekből importált osztrigabébik kitelepítésével történik. Télen a növekedésben lévő kagylókat védett medencékbe helyezik. Az európai lapos osztriga hideg vízben is képes ívni és természetes osztrigapadokon is megtalálható, ahonnan hagyományos halászattal gyűjtik össze őket. Legismertebb előfordulási helye a Solent-tengerszoros Anglia déli partja és a Wight-sziget között.
A Skócia partjainál található mély öblök és a tiszta tengervíz ideális helyet kínál az osztrigatenyésztéshez – a hideg víz miatt kizárólag importált osztrigabébikkel.

### Írország
Az Írország körüli átlátszó tiszta víz kedvező feltételeket nyújt az osztrigatenyésztéshez. Az Ír Köztársaság Európa második legnagyobb osztrigatenyésztője (2007: 7032 tonna crassostrea gigas, 382 tonna ostrea edulis). Az osztrigák Galway vagy Cork néven kerülnek a forgalomba. A termelés csak kis százalékát fogyasztják helyben, a többit külföldre – elsősorban Franciaországba – exportálják.
A legeredményesebb tenyésztőket minden évben a BIM Guinness Quality Oyster Award díjjal tüntetik ki, és Galwayben évente kerül megrendezésre az osztriganyitó verseny, amely során 30 darab osztrigát kell a lehető legrövidebb idő alatt kinyitni.

### Hollandia
Az európai lapos osztrigát Hollandiában eredetileg halászattal nyerték ki a vízből. A bonamia ostreae nevű vírus megjelenése azonban megtizedelte, az 1962/1963. évi különösen hideg tél pedig szinte teljesen megsemmisítette az osztrigaállományt. Más európai országhoz hasonlóan az 1970-es években került sor a csendes-óceáni osztriga betelepítésére, amelyből 2006-ban 27 946 tonnát tenyésztettek. Az osztrigák nagy részét (50%) Belgiumba exportálják. A holland piac részesedése az Európai Unión belül kb. 15%.

### Spanyolország
Spanyolország világviszonylatban az első helyen áll az európai lapos osztriga tenyésztésben: 2002-ben itt tenyésztették az összes ostrea edulis 67 százalékát (kb. 4565 tonna; Franciaország termelése kb. 1600 tonna).

### Japán

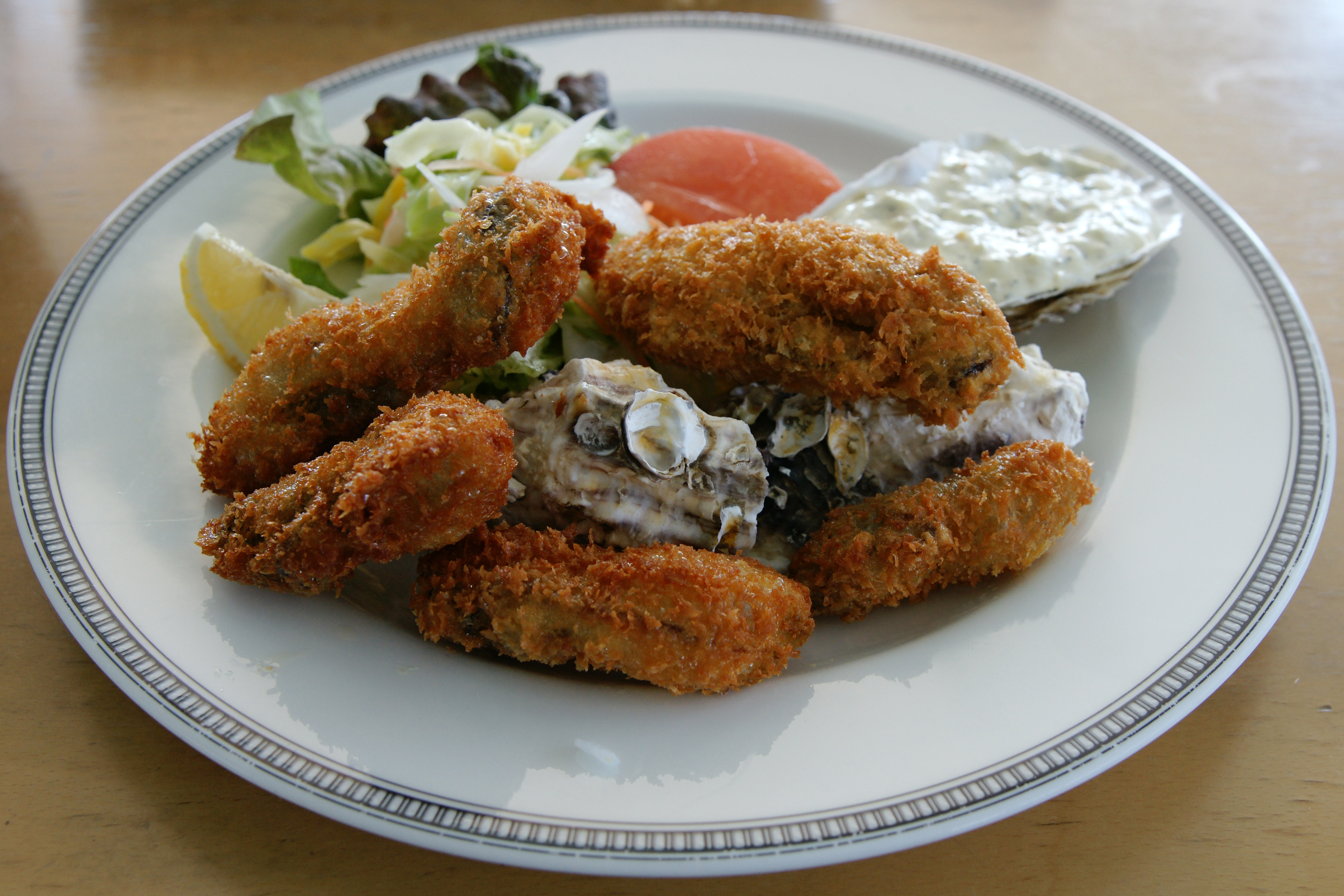
Olajban sült bundás osztriga

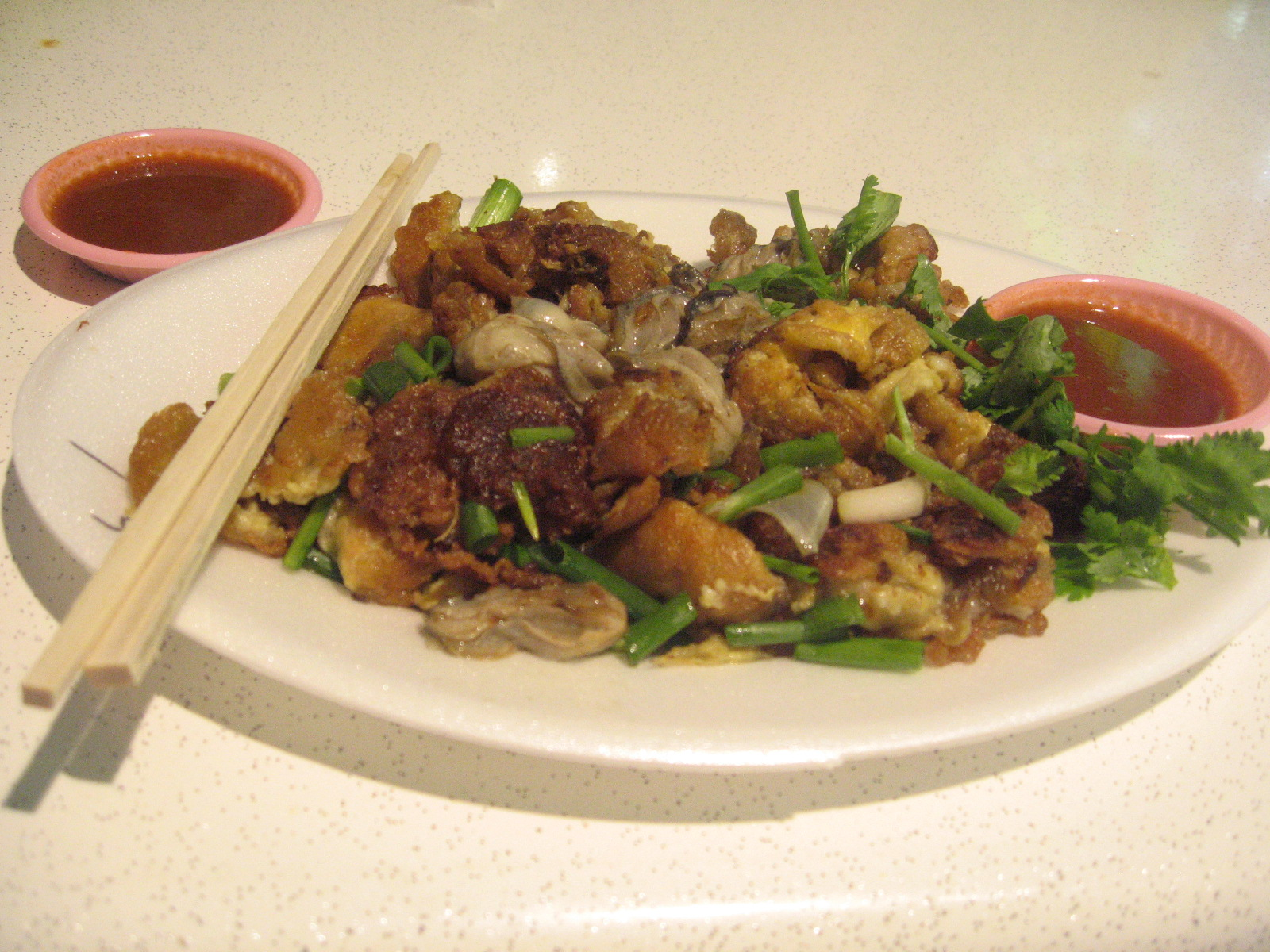
Osztrigaomlett

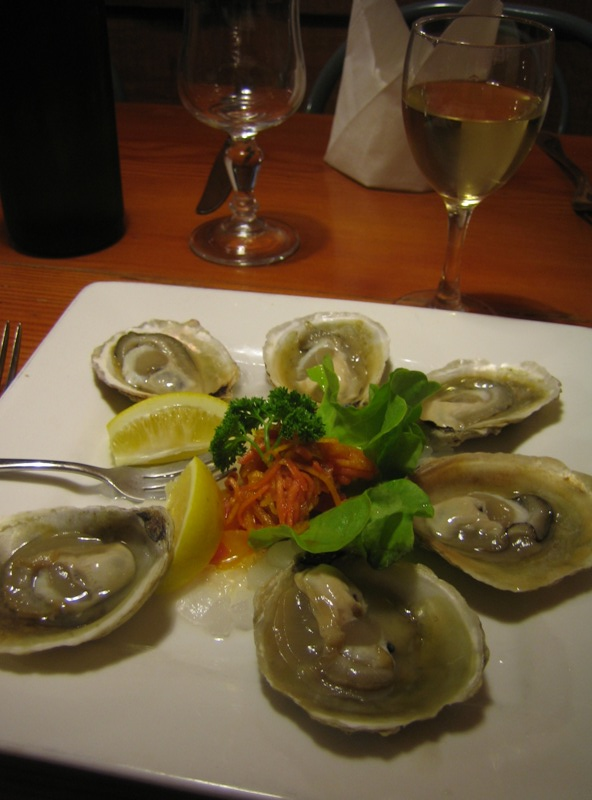
Új-Zélandi osztriga

Az osztrigatenyésztésnek évszázados hagyományai vannak Japánban. Régebben az árapályos területeken bambuszrudakat szúrtak a talajba (hibitate módszer), amelyeken meg tudtak tapadni a fiatal osztrigák. Az 1920-as években találták ki a függőköteles osztrigatenyésztést (szuika módszer): a kagylók 10 méter hosszú, úszószerkezeteken lógó köteleken nőnek. Ezzel a módszerrel megsokszorozódott a hektáronként tenyészthető osztrigák mennyisége. A japán osztrigatenyésztés központja a Hirosimához közeli öblökben található. Itt ideálisak a feltételek: az öblöt a környező terület védi az éghajlati behatásoktól, a 2,5 méteres amplitúdójú vízmagasság-ingadozás biztosítja a megfelelő vízmozgást, és az öböl télen is fagymentes. Csupán az időnként pusztító tájfunok veszélyesek az osztrigatelepekre.

### Dél-Korea
Dél-Koreában korábban halászat útján gyűjtötték a tengerfenéken, sziklákon és köveken növekvő osztrigákat. Az 1970-es években állami támogatással vezették be a függőköteles tenyésztési módszert, amely segítségével Dél-Korea rövid időre a világ vezető osztrigatenyésztője lett; napjainkban a kb. 300 000 tonna évi terméssel a harmadik helyen áll Kína és Japán után. A legtöbb osztrigatelep védett öbölben van a déli partvidéken.

### Kína
Kínában már 2000 évvel ezelőtt, a Han-dinasztia idején foglalkoztak osztrigatenyésztéssel. A tenyésztés hagyománya mindig jelen volt, de egészen a 20. század második feléig nem tulajdonítottak nagy jelentőséget a nagyobb mennyiségben történő osztrigatenyésztésnek. A tengerbe szúrt bambuszrudakon, később betonoszlopokon nevelték az osztrigákat, majd az 1970-es években Kínába is bevezették a japán függőköteles módszert, amely segítségével robbanásszerűen nőtt a termelés Kína 18 000 km hosszú partjainál található védett öblökben. A tenyésztett osztrigák faja vitatott: egy része csendes-óceáni osztriga, de nagy mennyiségben van kínai osztriga (Crassostrea ariakensis), zhe-osztriga (Crassostrea plicatula) és suminoe-osztriga (Crassostrea rivularis) is. Napjainkban Kína a világ legnagyobb osztrigatenyésztője. Az osztriga húsa szinte kizárólag feldolgozott állapotban kerül a belföldi piacokra, ahol hatalmas a kereslet.

### Ausztrália
Ausztráliában régi hagyománya van az osztrigatenyésztésnek. Több osztriga fajt is tenyésztenek: az ausztrál lapos osztrigát (Ostrea angasi) és a sydney kövi osztrigát (Saccostrea glomerata) már Ausztrália őslakosai (aborigines) is összeszedték és szívesen fogyasztották. A sydney-i kövi osztriga eladásra történő tenyésztése már az 1870-es években elkezdődött Új-Dél-Walesben, majd később Queenslandben, és napjainkban is aktív. Helyi elnevezése a kagyló nagyságától függ: Cocktail, Plate, Bistro és Bottle. A csendes-óceáni osztrigát az 1960-as években honosították meg Tasmaniában, később Dél-Ausztráliában. Nagyság szerinti nevei: Bistro, Buffet, Standard, Large és Jumbo. Az ausztráliai osztrigákat szinte kizárólag nyers fogyasztásra tenyésztik.

### Új-Zéland
Új-Zélandon – Nelson és Marlborough környékén – a chilei lapos osztrigák (Ostrea chilensis) nagy részét hagyományos módon fenékhálókkal gyűjtik össze, és kizárólag nyers fogyasztásra, gourmet-osztrigaként kerülnek piacra. Az eladásra történő termelés az 1960-as években kezdődött először a sydney-i kövi osztrigával. Az 1970-es években japán és koreai hajók aljára tapadt csendes-óceáni osztrigák kerültek az országba, amik alkalmazkodóképességüknek köszönhetően itt is meghonosodtak. A legnagyobb osztrigatelepeken – Bay of Islands, Whangaroa Harbour, Mahurangi Harbour, Coromandel környéke és a Foveaux-tengerszoros – évente összesen kb. 4000 tonna osztrigát tenyésztenek

### Mexikó
Már a maják is nagyra becsülték az osztrigát: szívesen fogyasztották a húsát, az összetört, illetve őrölt kagylóhéjat pedig építőanyagként használták. Mexikó osztrigatermelése napjainkban is igen jelentős. Az osztriga nagy részét halásszák, és viszonylag kis mennyiséget tenyésztenek. A halászat fenékhálók segítségével történik, vagy búvárok gyűjtik össze őket a mélyebb vizeken. A kagylókat általában már a hajókon kinyitják, a kagylóhéjakat pedig visszadobják a vízbe, hogy a következő osztrigagenerációk megfelelő tapadási helyet találjanak. Az osztrigahalászat elsősorban a keleti parton – a Mexikói-öbölben – népszerű. Itt szinte kizárólag az amerikai osztriga honos, amely az öböl meleg vizében kevesebb, mint egy év alatt éri el a kereskedelmi forgalomba hozatalhoz szükséges méretet. A nyugati parton kis mennyiségben csendes-óceáni osztrigát tenyésztenek.

### Amerikai Egyesült Államok
Az Amerikai Egyesült Államokban a termelés kb. kétharmada a keleti parton történik. Itt az osztrigapadokon elsősorban amerikai osztriga (Crassostrea virginica) nő, amelyet gyűjtőhálókkal szednek össze. A keleti part teljes hosszán találhatók osztrigatelepek, a legtöbb kagylót viszont a déli államokban és a Mexikói-öbölben tenyésztik. A túlhalászás és a vízszennyezés miatt azonban – főleg az északi államokban – folyamatosan csökken a természetes osztrigaállomány.
A legjelentősebb osztrigamennyiség eredetileg az Amerikai Egyesült Államok legnagyobb kiterjedésű torkolatvidékén, a Chesapeake-öbölben volt. Az öböl neve az indián chesepiook szóból ered, amelynek jelentése „nagy kagyló-folyó”. Az öbölben keveredik össze az Atlanti-óceán sós vize számos ideáramló édesvizű folyóval, ami kedvező körülményt teremt az osztrigáknak. A túlhalászás miatt az osztrigapopuláció 99 százaléka megsemmisült.
A nyugati partvidéken a honos osztrigaállományt már a 19. században kiirtották. Az 1920-as években Japánból importálták a csendes-óceáni osztrigát, ami hamar elszaporodott. Az osztrigák egy részét nyersen fogyasztják (gourmet-osztriga), kisebb része ipari feldolgozásra kerül. A leghíresebb gourmet-osztriga a „cotuit”, ami a Cape Codon (Massachusetts) működő azonos nevű osztrigatelepről kapta a nevét.

### Kanada
Kanadában amerikai és csendes-óceáni osztrigát tenyésztenek; az osztrigák kis százalékát halászattal nyerik. Az osztrigatenyésztés a Szent Lőrinc-folyó délnyugati részére koncentrálódik, ahol a víz a kanadai viszonyokhoz képest meleg. A telepek központja a Prince Edward-szigeten, a nagy Malpeque-öbölben és Új-Brunswick partjainál lévő Caraquet-öbölben található. Kanadában az osztrigát ritkán fogyasztják nyersen, többnyire feldolgozott formában kerül az asztalra.

## Érdekességek

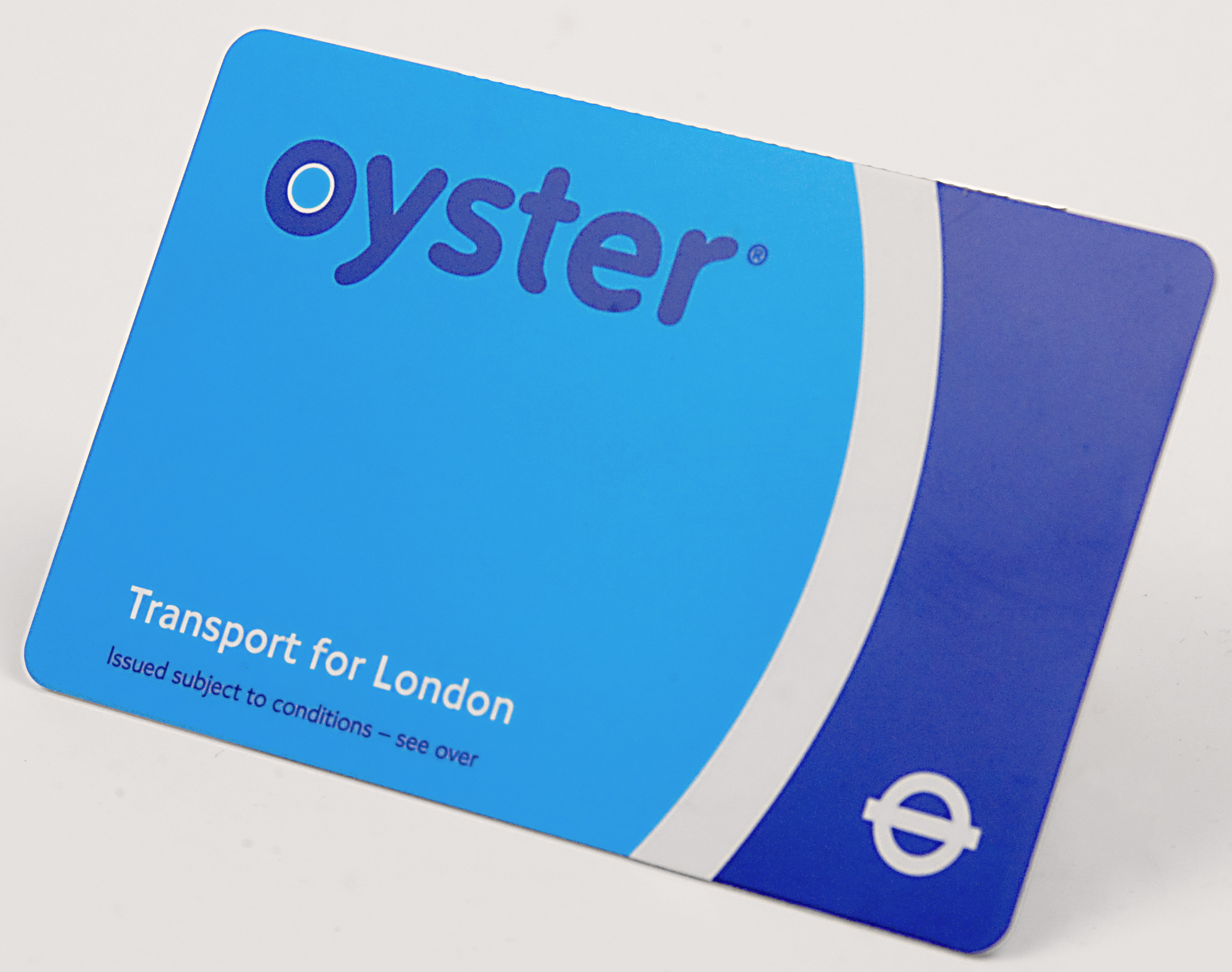
Oyster Card Angliában

- Angliában Oyster cardnak hívják a londoni tömegközlekedés megkönnyítésére bevezetett elektronikus kártyát, ami tárolja a már megvásárolt közlekedési bérletet és/vagy pénzösszeget, amiből a rendszer automatikusan levon minden egyes utazásnál.
- A Pokémon figurák egyike a Cloyster nevet kapta: nagyon erős, több rétegű héjjal rendelkezik, ami még egy bombarobbanásnak is ellenáll és a legnagyobb erővel sem nyitható; belsejét még senki sem látta, ami Cloyster gyenge, sérülékeny pontja.
- Blue Öyster Cult a neve egy 1967-ben alakult és napjainkban is aktív amerikai rockegyüttesnek.
- William Shakespeare A windsori víg asszonyok című művének második felvonásában a következőket mondja Pistol: "Úgy osztrigám a nagy világ legyen, / Mit kardommal nyitok ki."[80] (angolul: Why then the world's mine oyster, Which I with sword will open.) Az angol közmondás – The world is your oyster – jelentése: a világ a lábad előtt hever.
- Gustav Freytag 1855-ben megjelent Soll und haben című regényében a következőképpen ismerteti az osztrigát a könyv egyik szereplőjével (tulajdonképpen a nemességet mint társadalmi osztályt írja le): „Nézze ezt az osztrigát. Fogadni mernék, hogy számos hal és más földlakó ezt a szende lényt valami egészen közönséges dolognak tartja; én viszont úgy látom, hogy egyike a természet legelőkelőbb találmányainak. Mit is várunk el az előkelőségtől? Amit elvárhatunk, az az osztrigában mind megvan: nyugodt, csendes, röghöz kötött, földbe gyökerezett. Úgy elzárkózik a külvilágtól, mint egyetlen más lény sem. Ha bezárja a teknőit, a leghatározottabban jelzi: nem vagyok itthon senki számára sem; ha pedig kinyitja gyöngyházpalotáját, akkor a vele egyenlőrangúaknak gyengéd, érzelmes lényként mutatkozik. Ha az ember irigyelhet teremtett lényt, az nem lehet más csak az osztriga."[81]

## Képgaléria

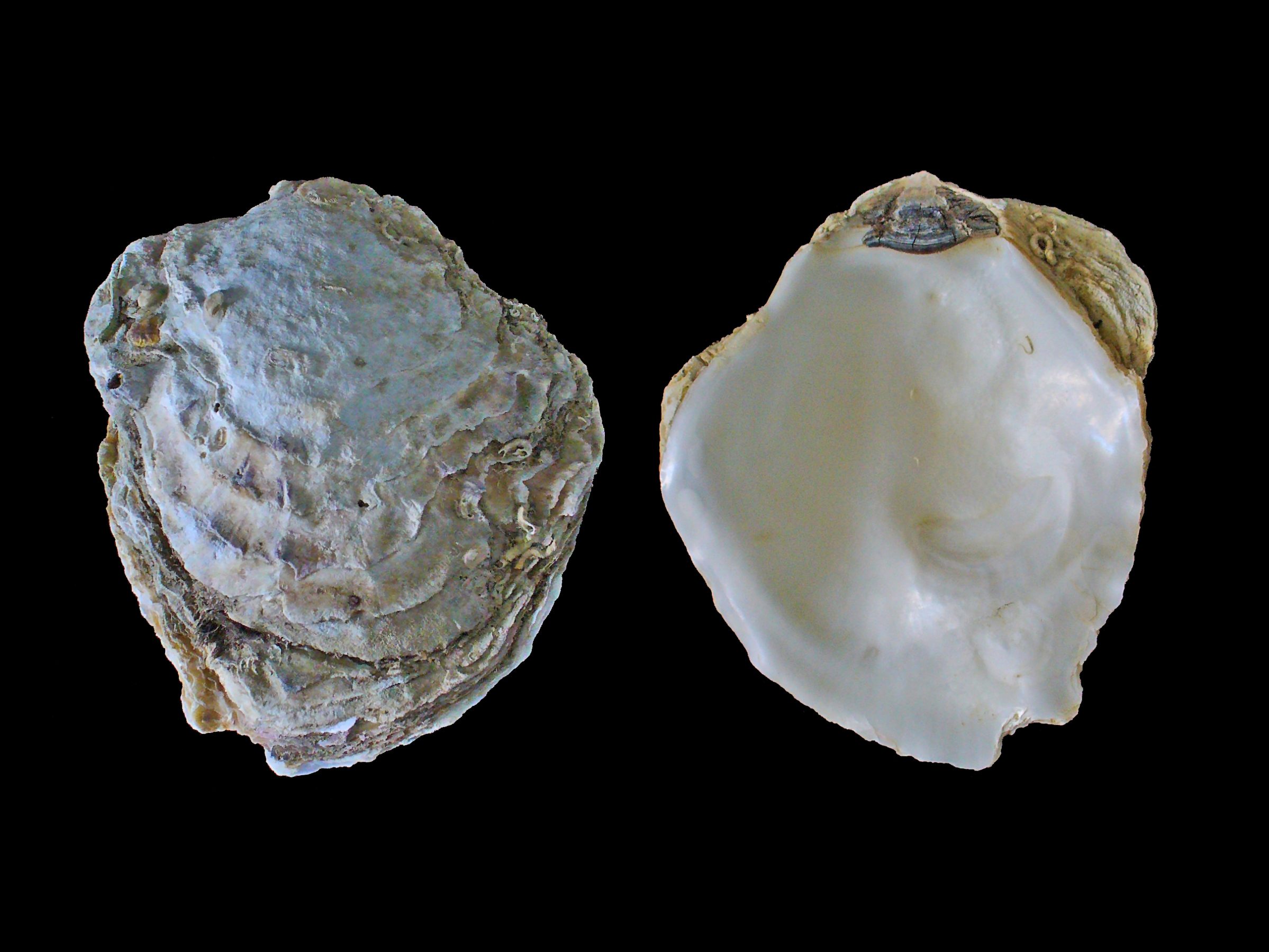
Európai lapos osztriga
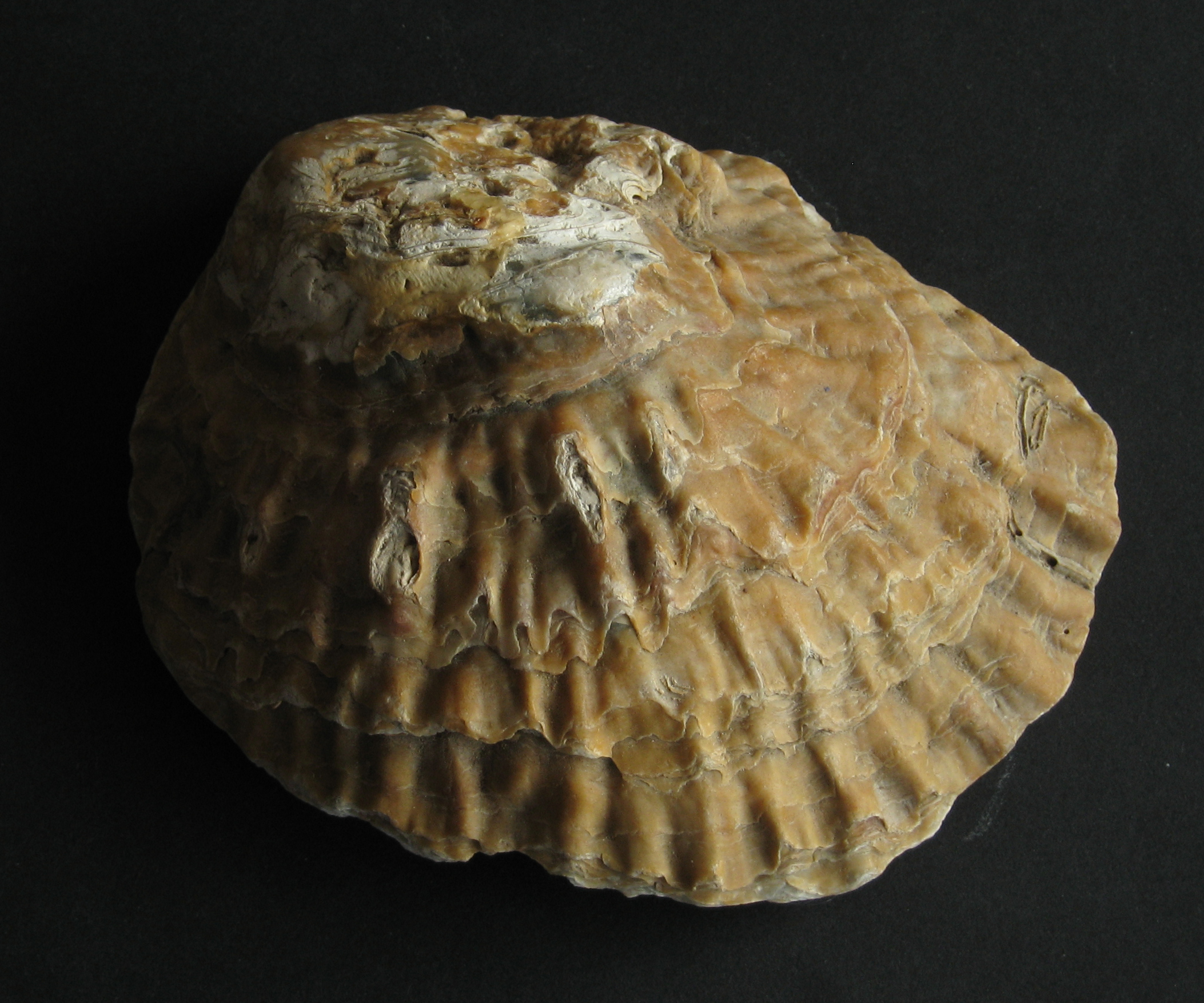
Európai lapos osztriga
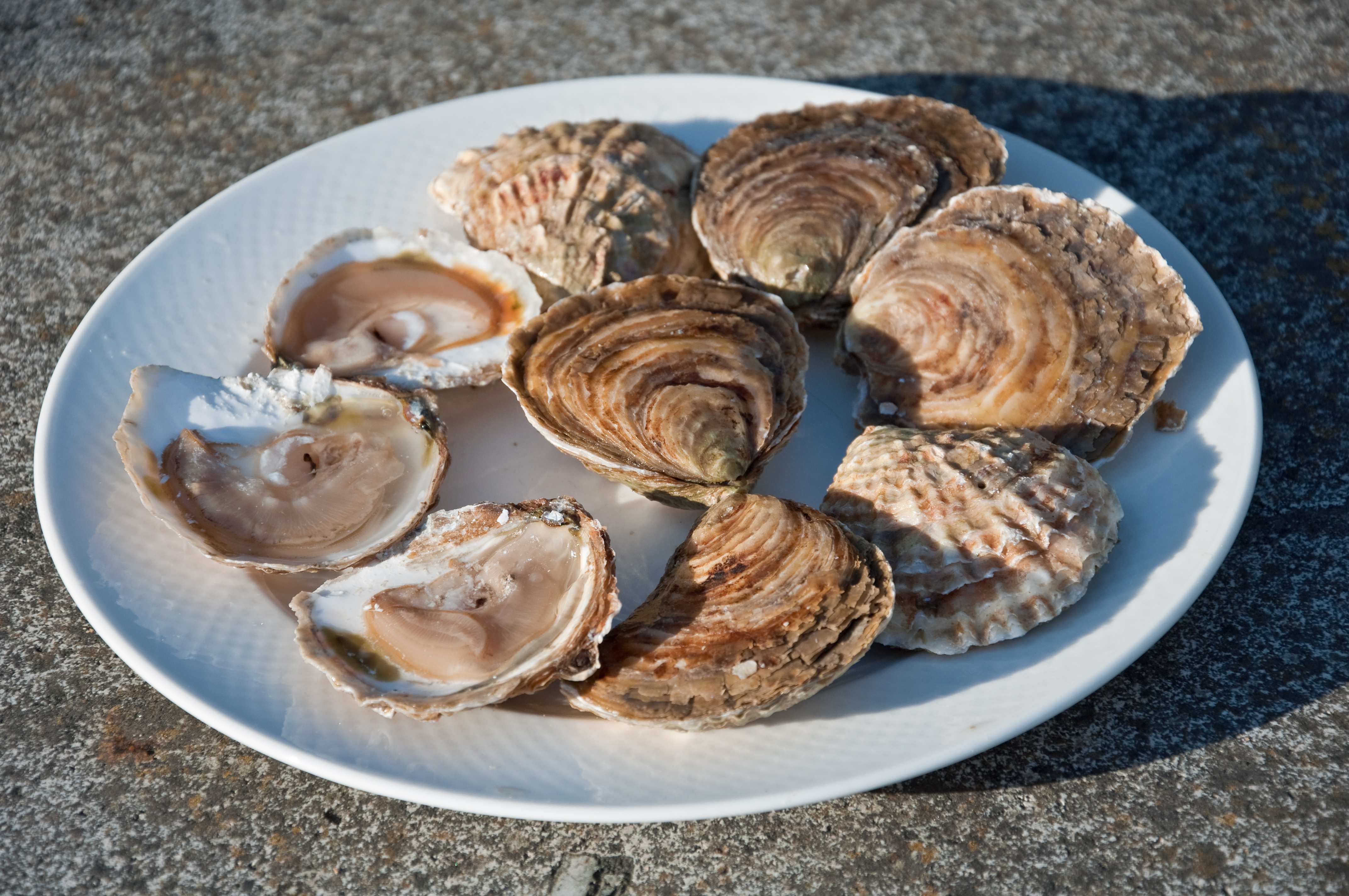
Egy tál európai lapos osztriga.
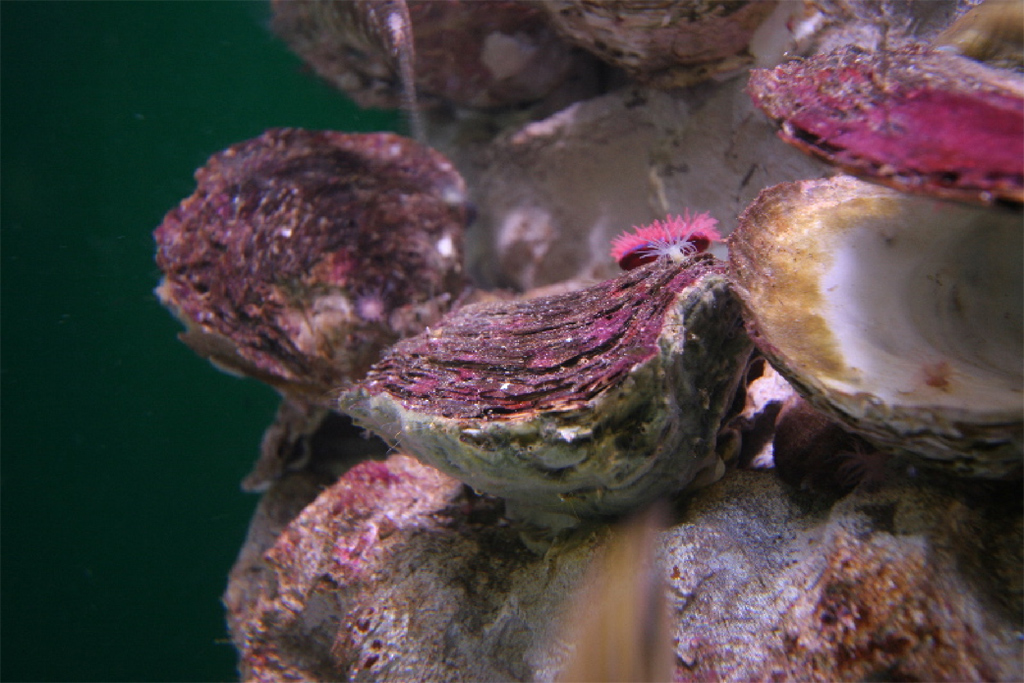
Európai lapos osztrigák az akváriumban.
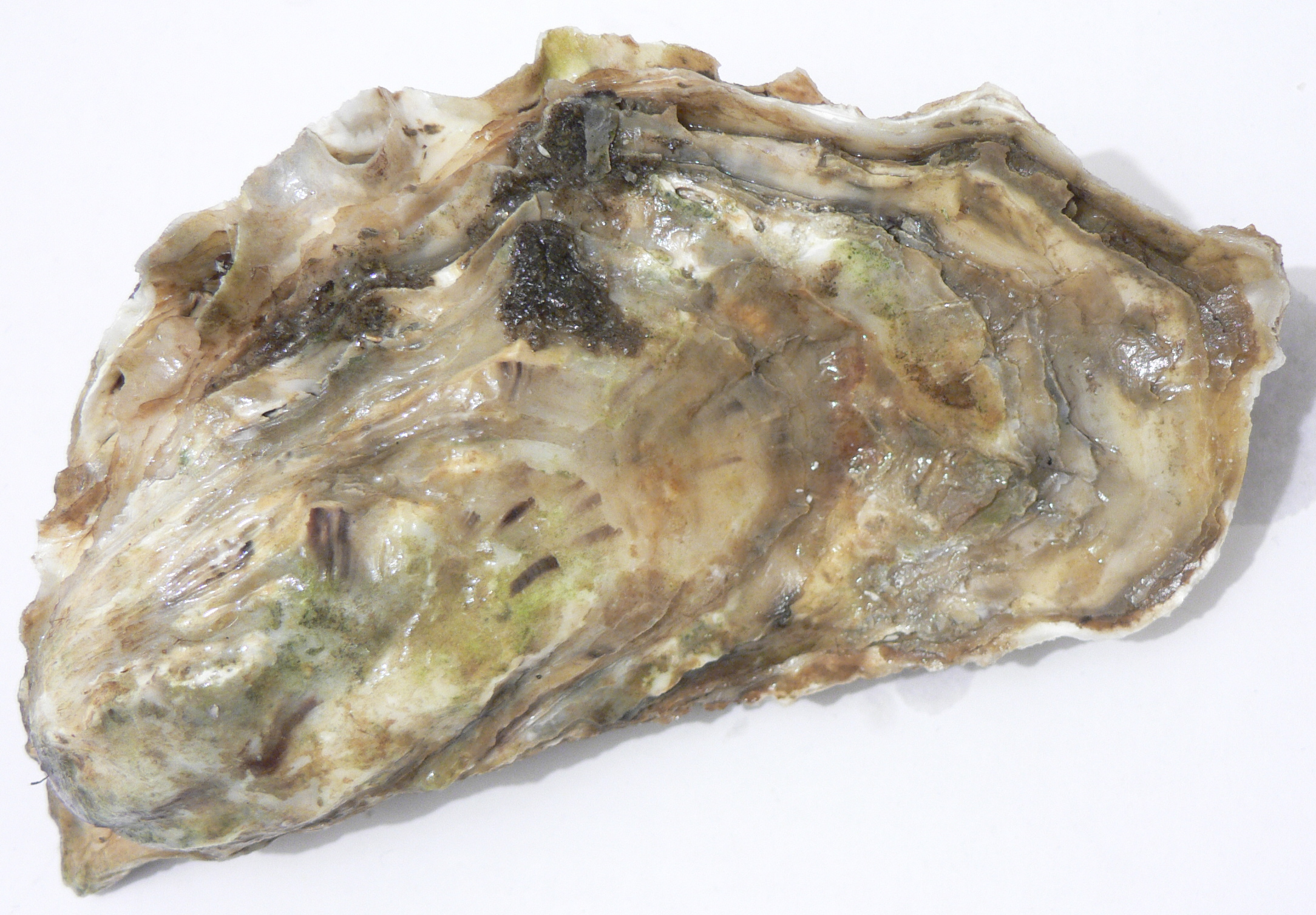
Csendes-óceáni osztriga
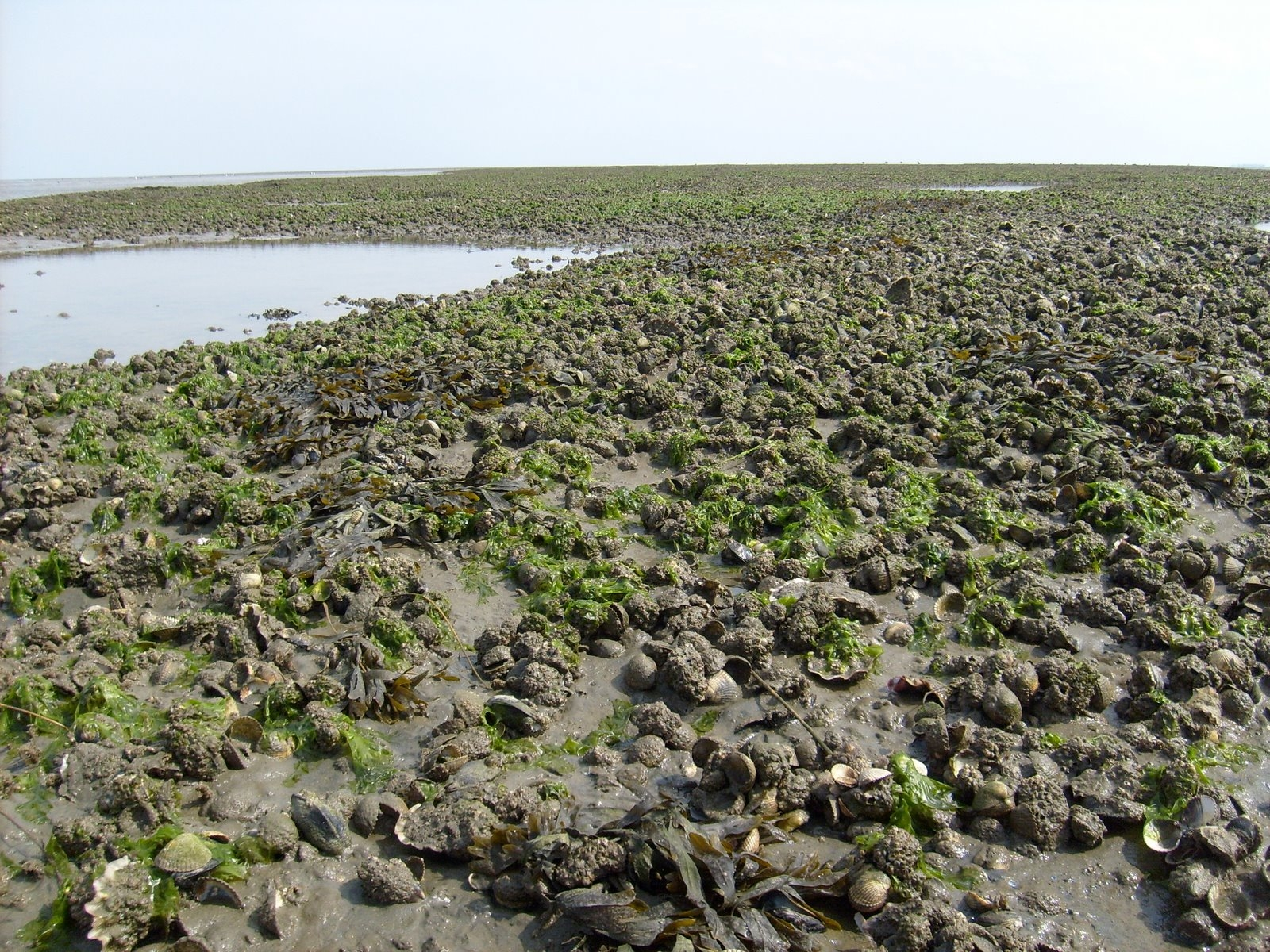
Csendes-óceáni osztriga mező Hollandiában
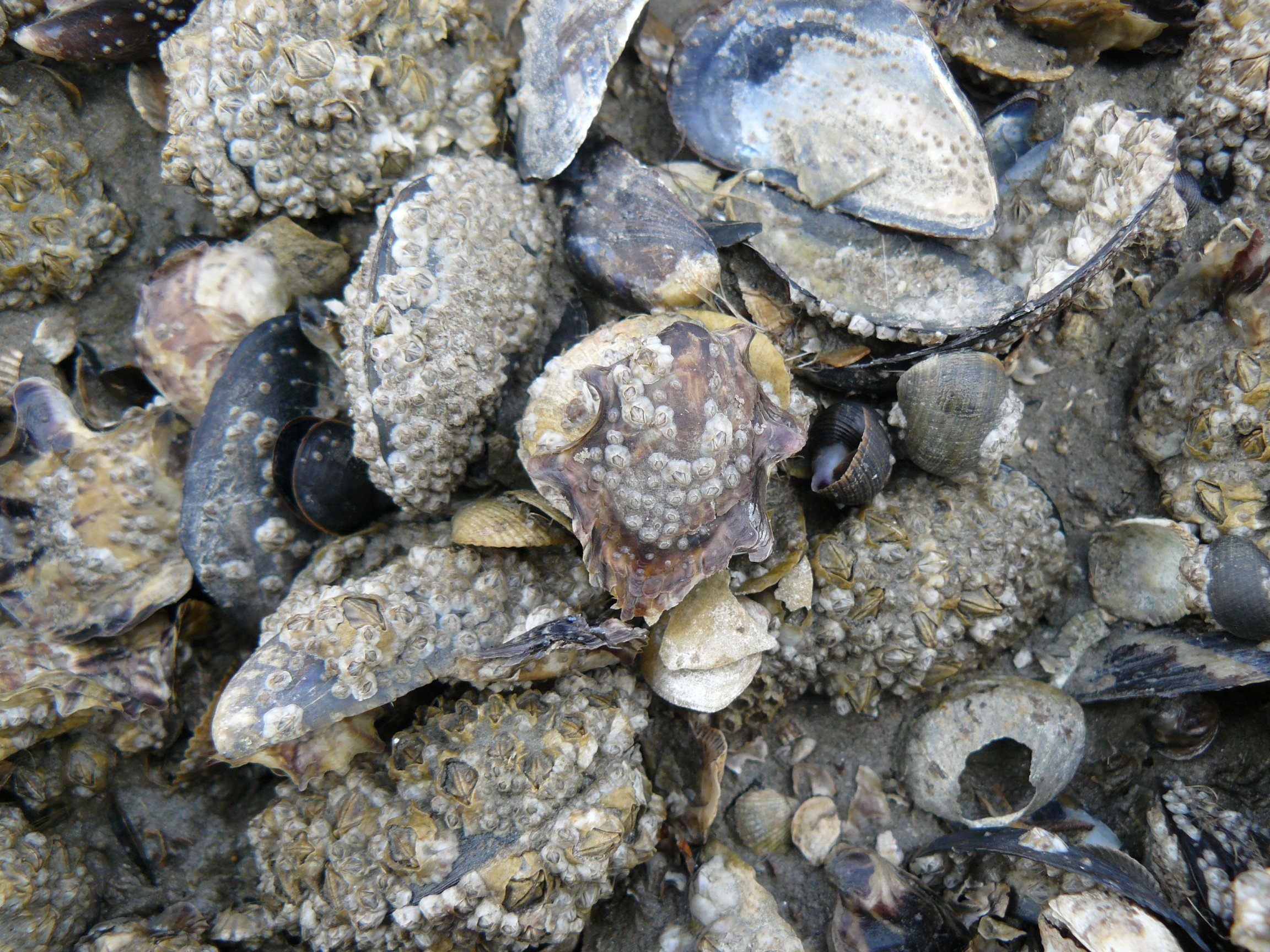
Az osztrigák egyéb kagylókkal is megosztják élőhelyüket
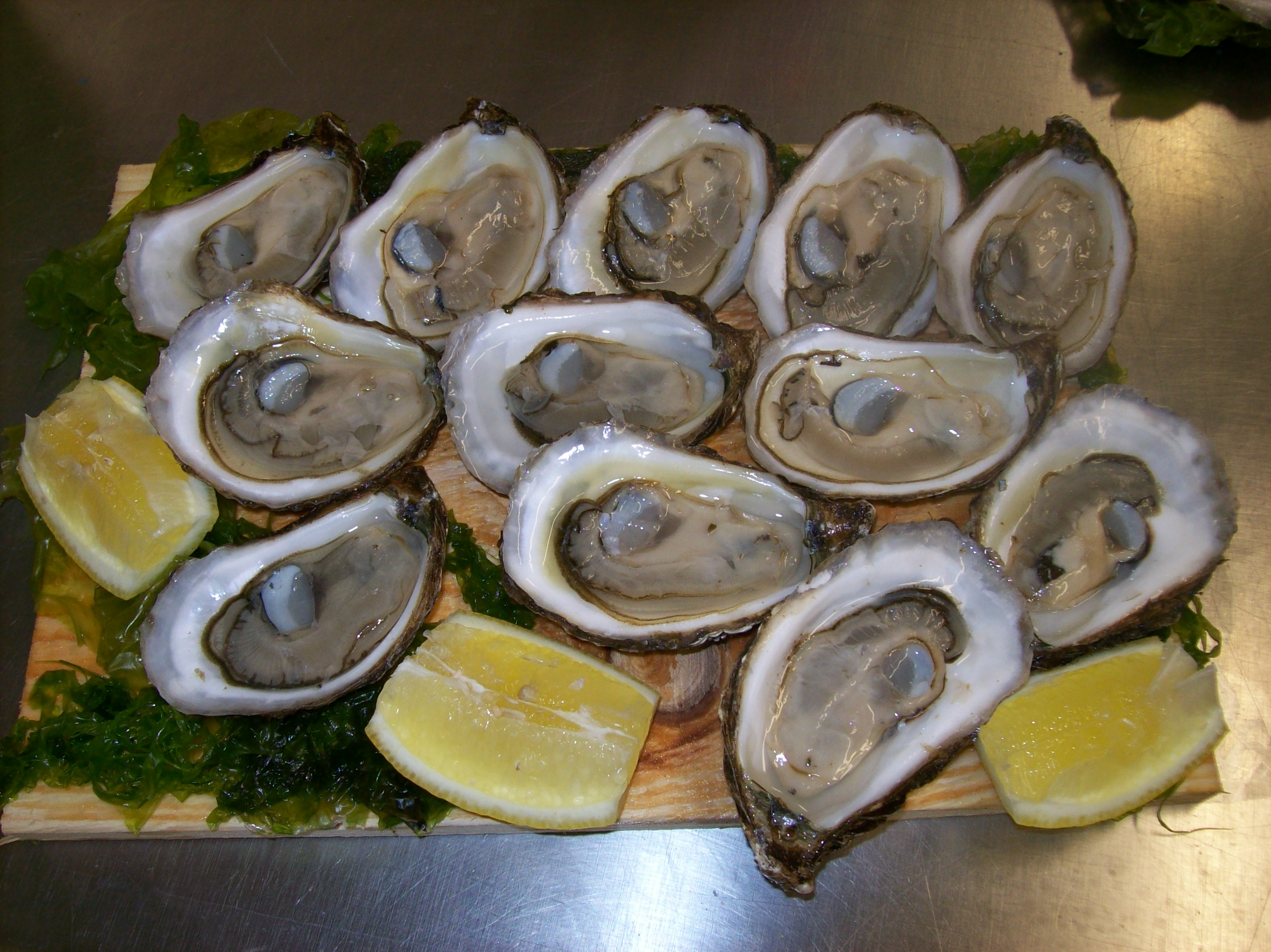
Felnyított amerikai osztrigák
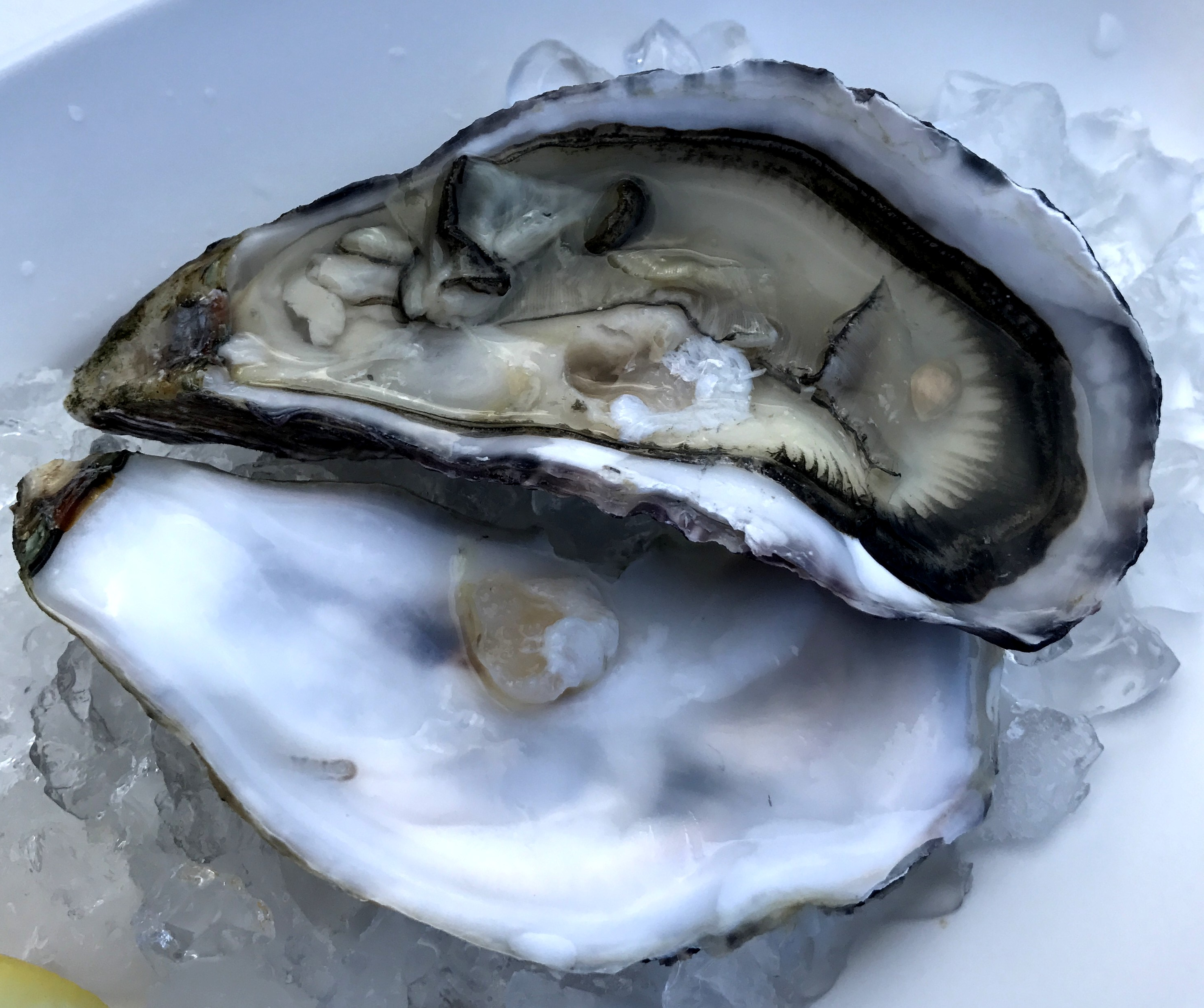
Felnyitott osztriga
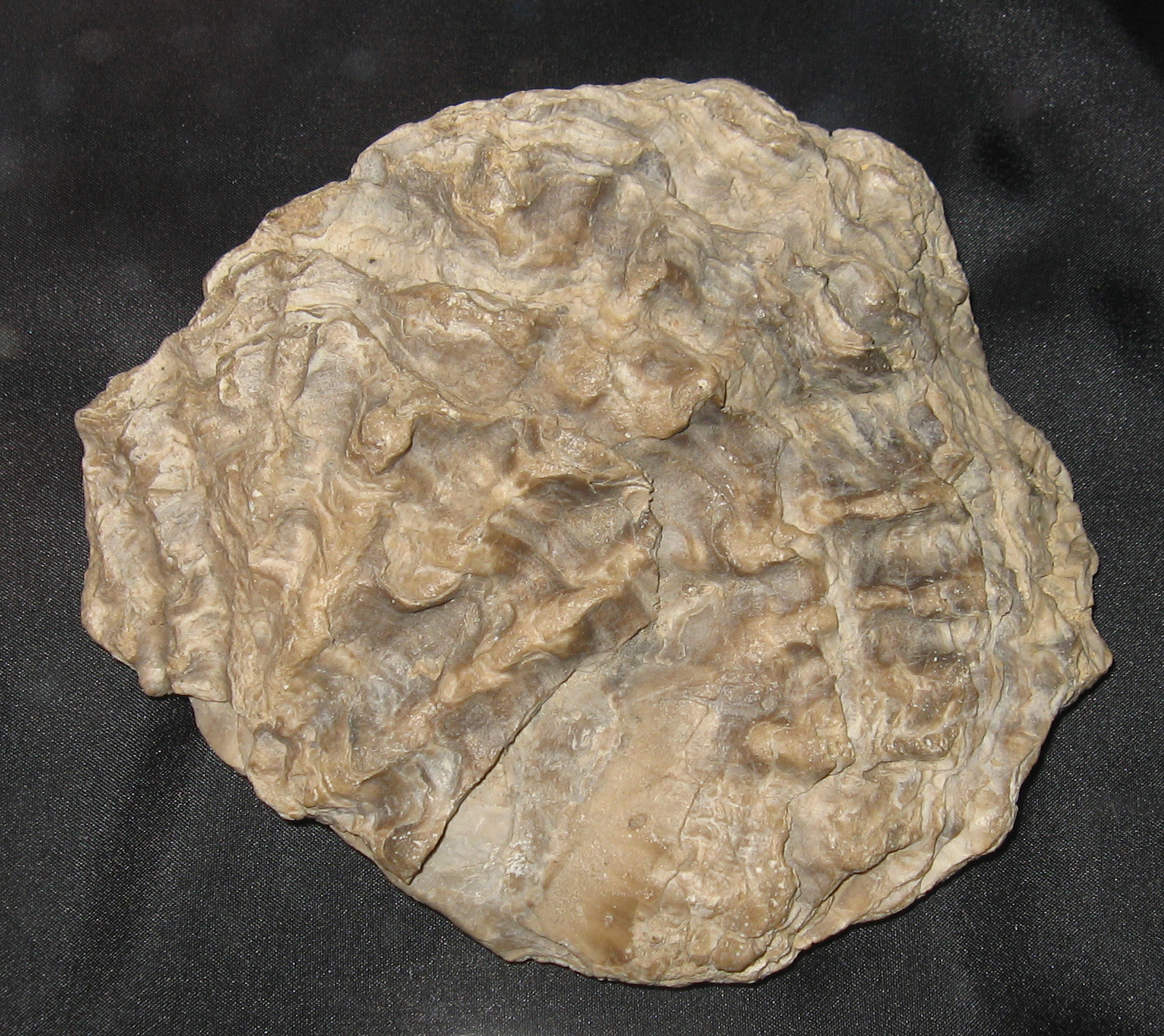
Megkövesedett amerikai osztriga
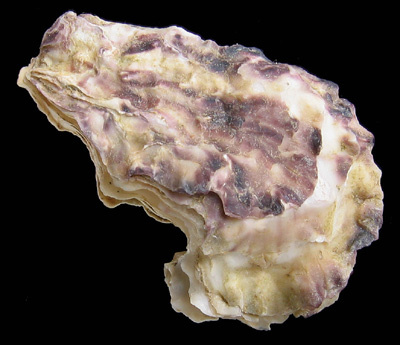
Crassostrea angulata
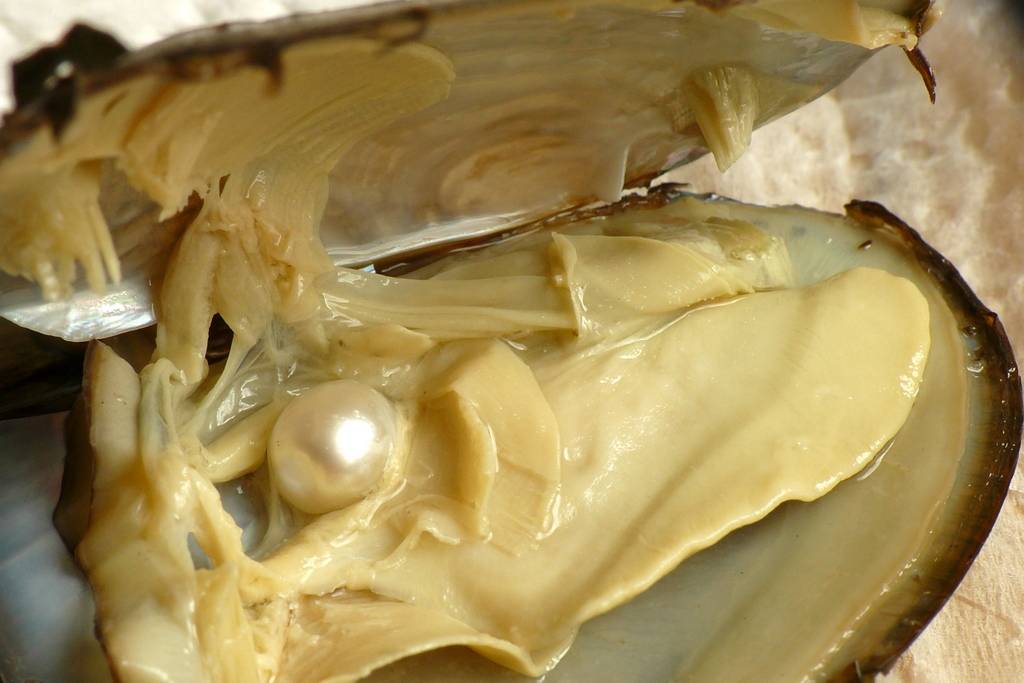
Gyöngy az osztrigában
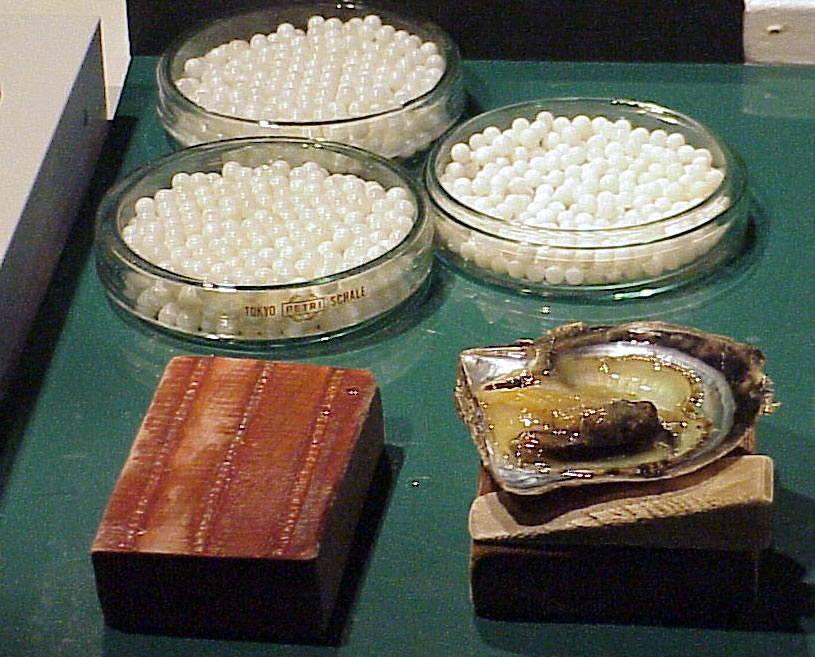
Osztrigák által előállított gyöngyök
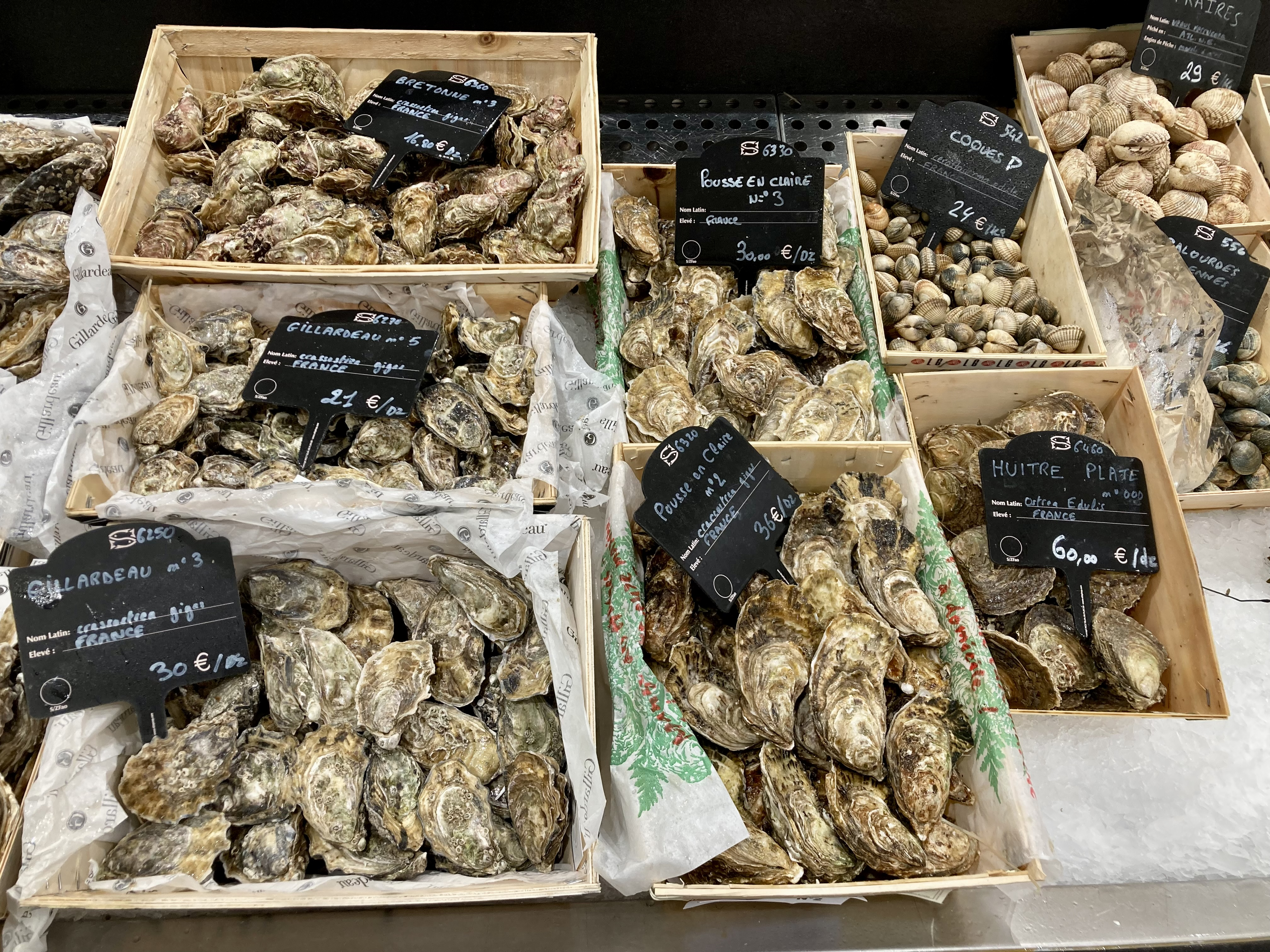
Különböző osztrigák Párizsban

### A család tudományos leírásával foglalkozó elektronikus ismeretforrások
- A taxon adatlapja az ITIS adatbázisában. Integrated Taxonomic Information System. (Hozzáférés: 2010. szeptember 17.)
- Family Ostreidae (angol nyelven). Animal Diversity Web. (Hozzáférés: 2010. szeptember 17.)
- Ostreidae (oysters) (angol nyelven). NCBI Taxonomy Browser. (Hozzáférés: 2010. szeptember 17.)
- Ostreidae (angol nyelven). WoRMS World Register of Marine Species. (Hozzáférés: 2010. szeptember 17.)